# Biserica de lemn din Iosășel

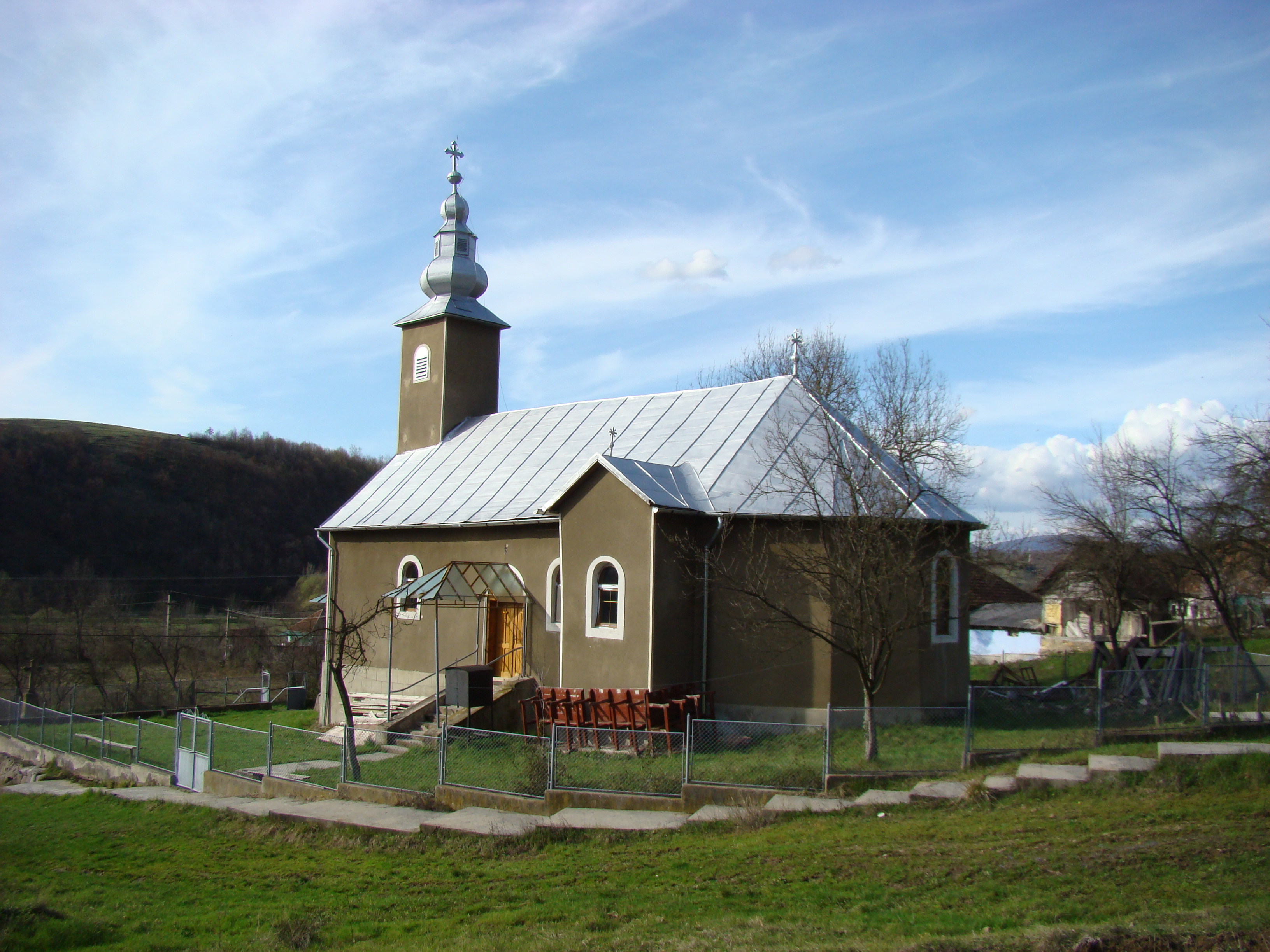
Biserica de lemn „Nașterea Domnului” din Iosășel, comuna Gurahonț, județul Arad, foto: aprilie 2013.

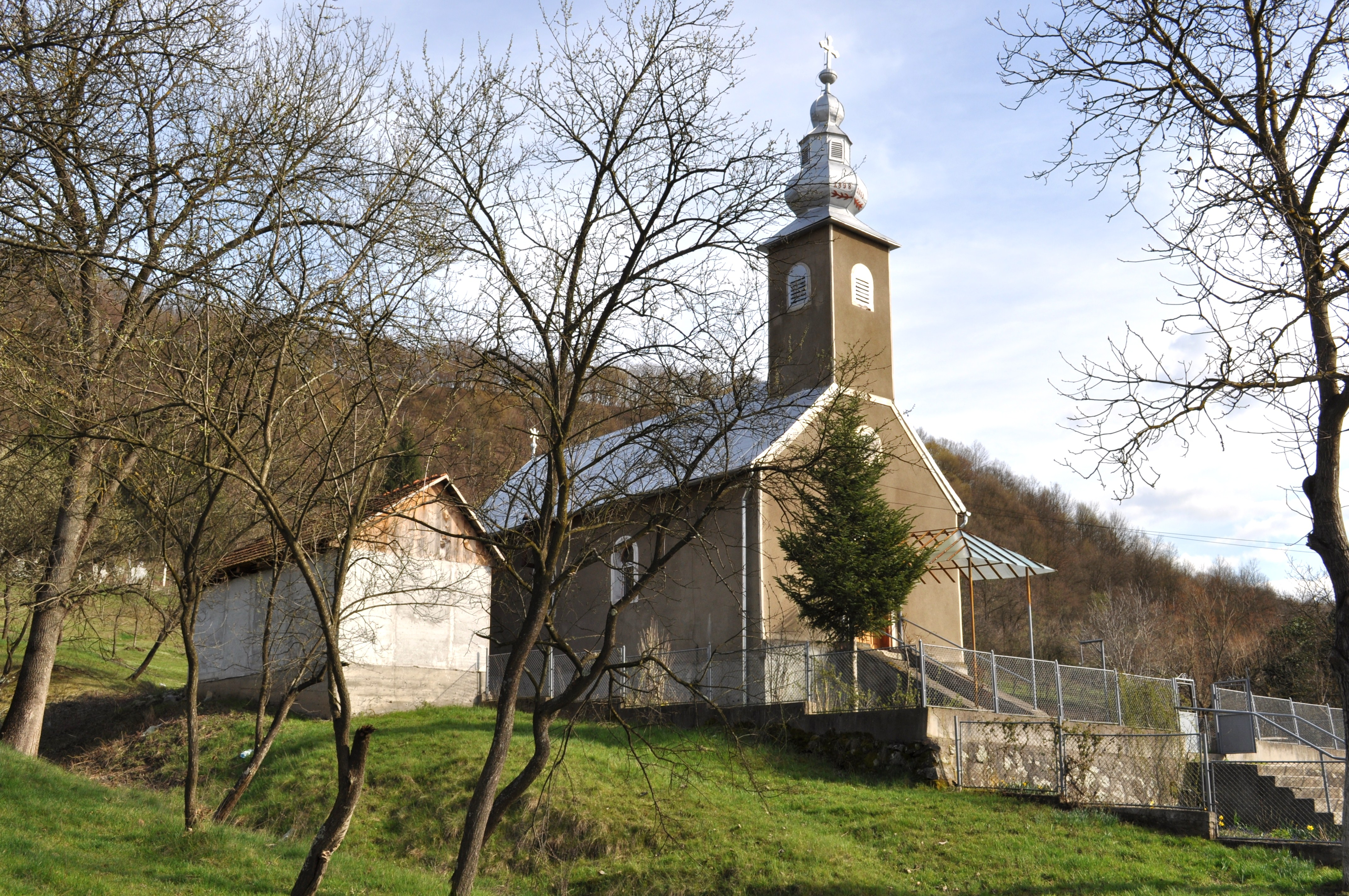
Biserica de lemn „Nașterea Domnului” din Iosășel, comuna Gurahonț, județul Arad, foto: aprilie 2013.

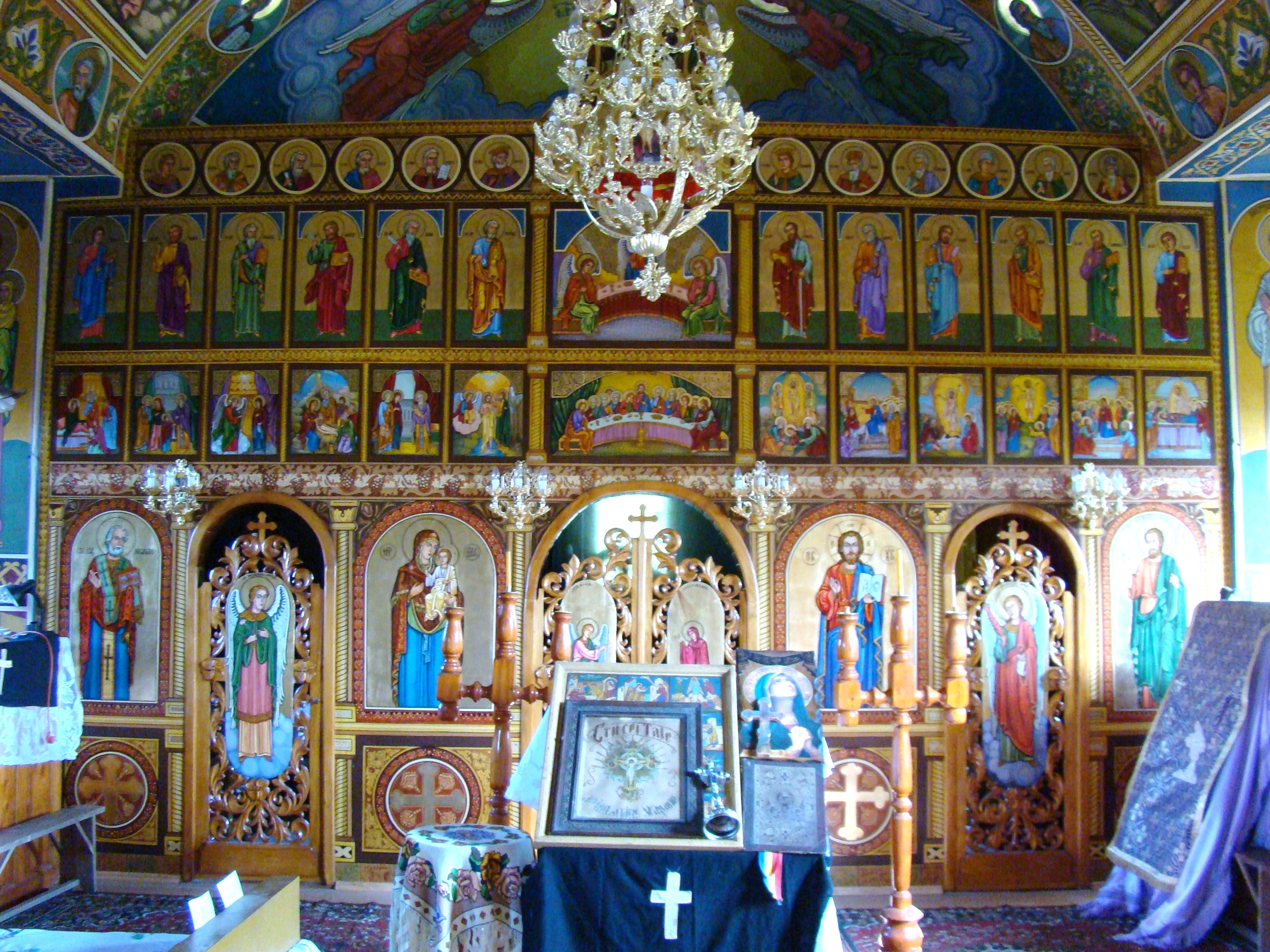
Iconostasul

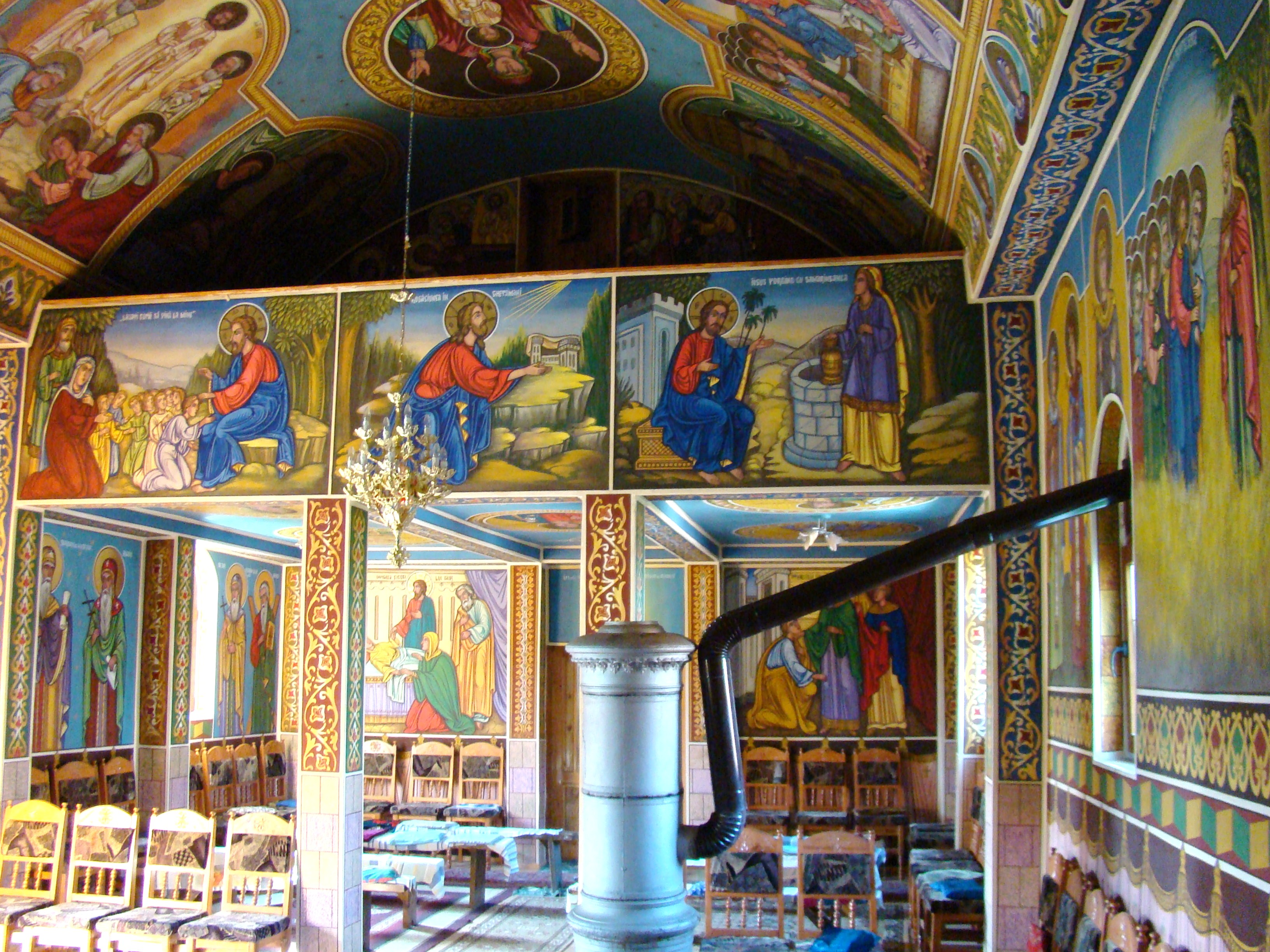
Nava spre ieșire

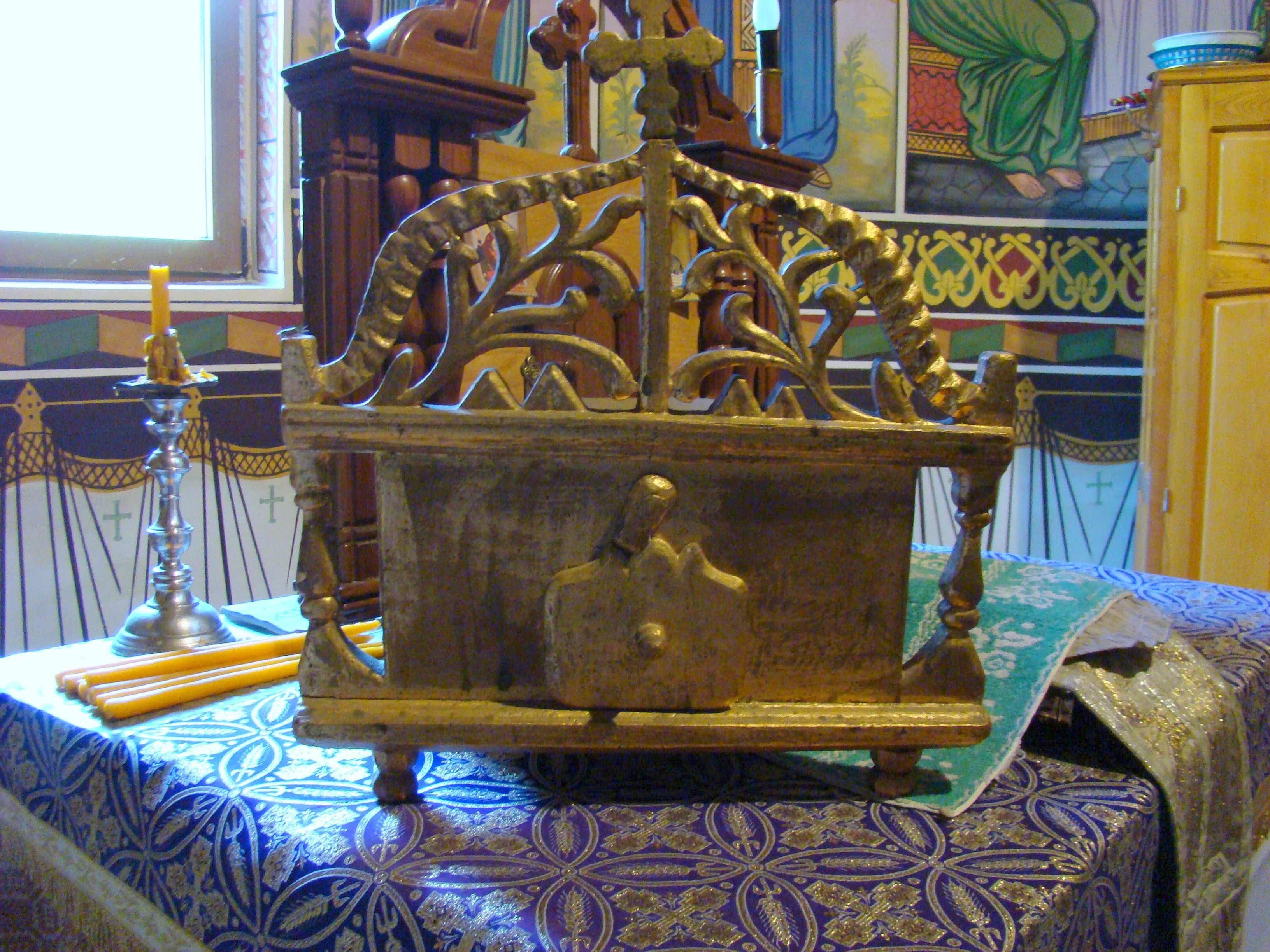
Chivotul

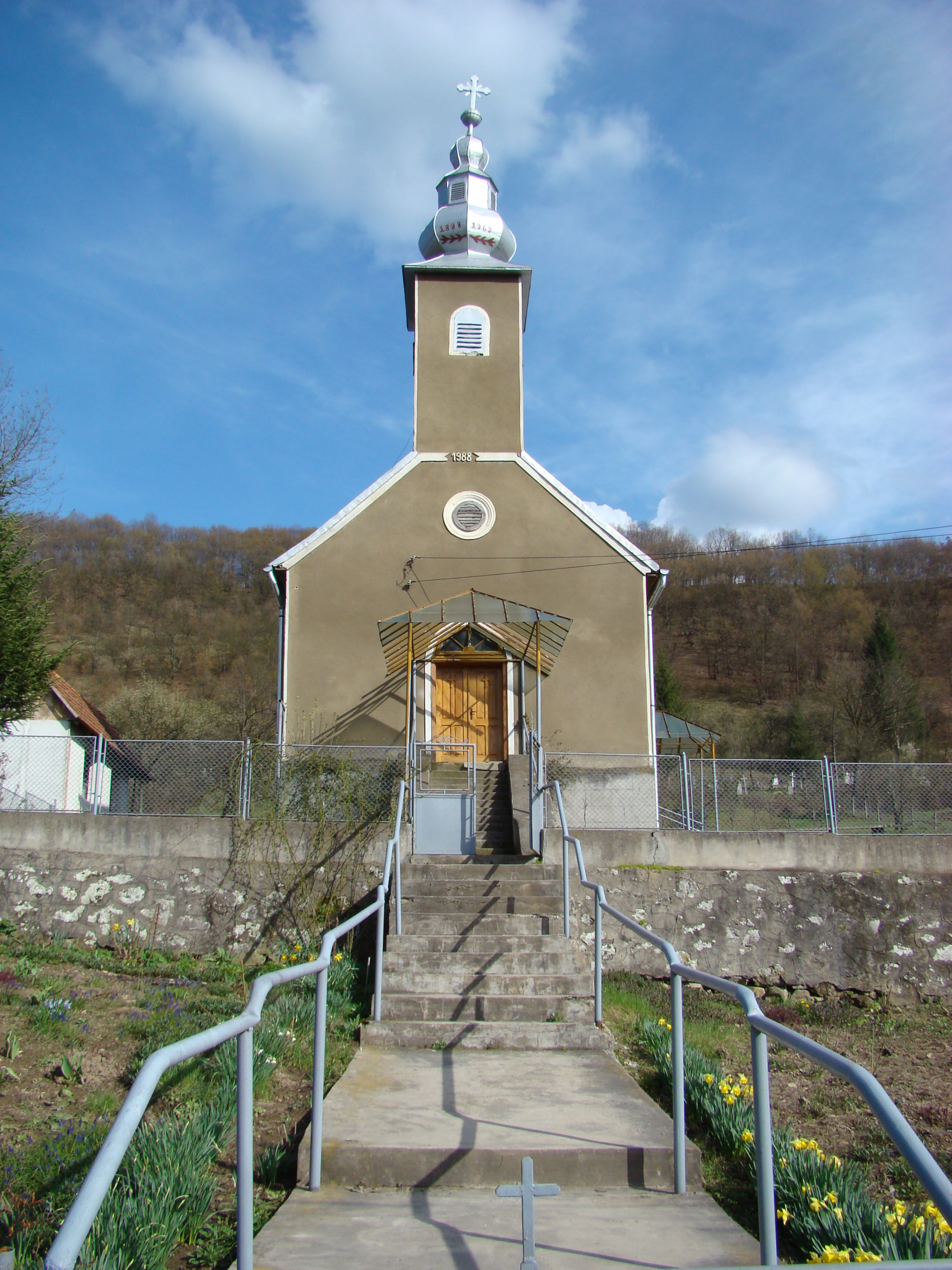
Biserica (vest)

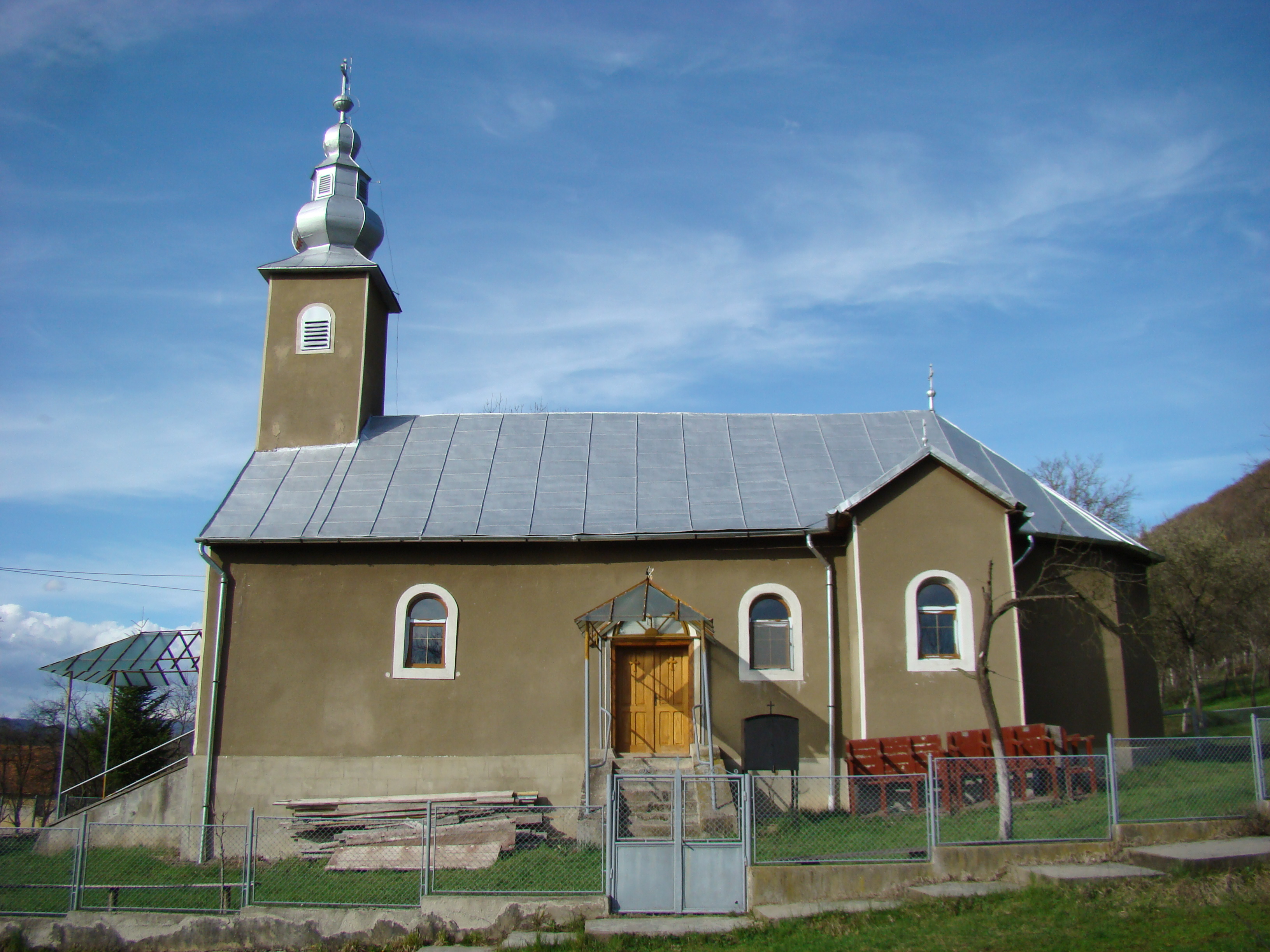
Biserica (sud)

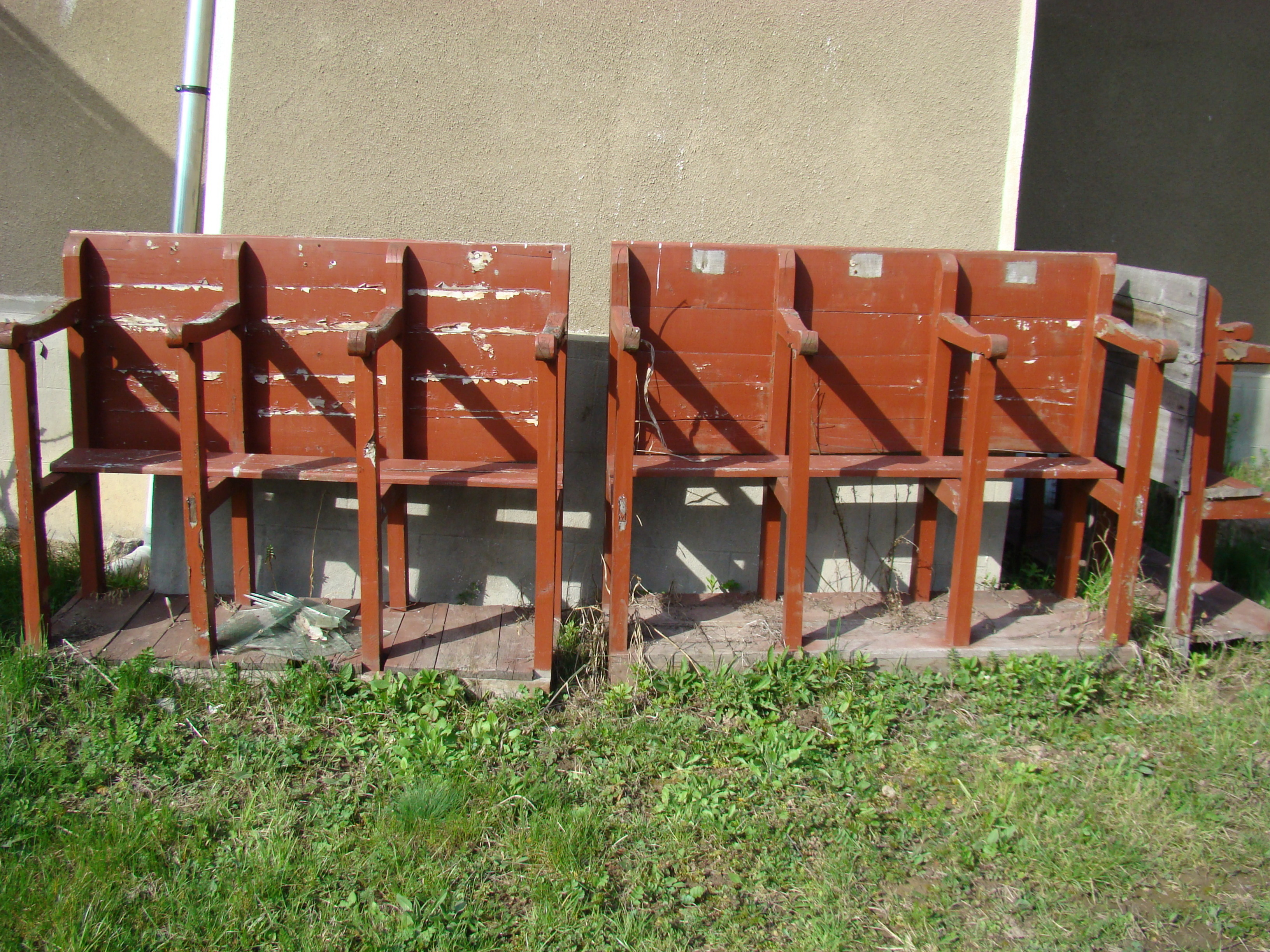
Stranele vechi

Biserica de lemn din Iosășel, Gurahonț, județul Arad a fost construită în anul 1898. Are hramul „Nașterea Domnului”.

## Istoric și trăsături
Fosta localitate Iosășel, situată pe malul nordic al Crișului Alb este în prezent inclusă în Gurahonț. 
„ Pe vatra veche a satului, în locul numit „La bisericuță", în mijlocul secolului al XVIII-lea a fost construită o biserică de lemn, cu hramul „Sfinții Arhangheli". După sistematizarea satului și schimbarea vetrei așezării, a fost mutată și biserica pe un nou amplasament, unde se afla și cimitirul satului. Tradiția locală consemnează că bolta bisericii a fost transportată „pe pureci", ce în înțeles local înseamnă „lemne rotunde”. Transportul a durat două săptămâni, distanța fiind de aproximativ 2 km. Pe locul unde a fost biserica, familia Lazea a ridicat o troiță ce amintește credincioșilor de vechiul lăcaș de cult.”—www.virtualarad.net
Bisericuța veche de lemn a devenit cu timpul neîncăpătoare astfel încât în anul 1898 a fost construită o nouă biserică, tot din lemn, cu hramul „Nașterea Domnului". Biserica a fost sfințită de Î.P.S. Ioan Mețianu, Episcopul Aradului, paroh al locului fiind la acel moment Georgiu Costina. Începând cu anul 2008, prin strădania preotului Ioan Vesa și a credincioșilor, s-au făcut lucrări de reparație capitală, inclusiv refacerea tencuielii interioare și exterioare, iar lăcașul de cult a fost împodobit cu pictură nouă, în tehnica tempera grasă, de către pictorul Constantin Popescu din Rădăuți.

## Imagini din interior

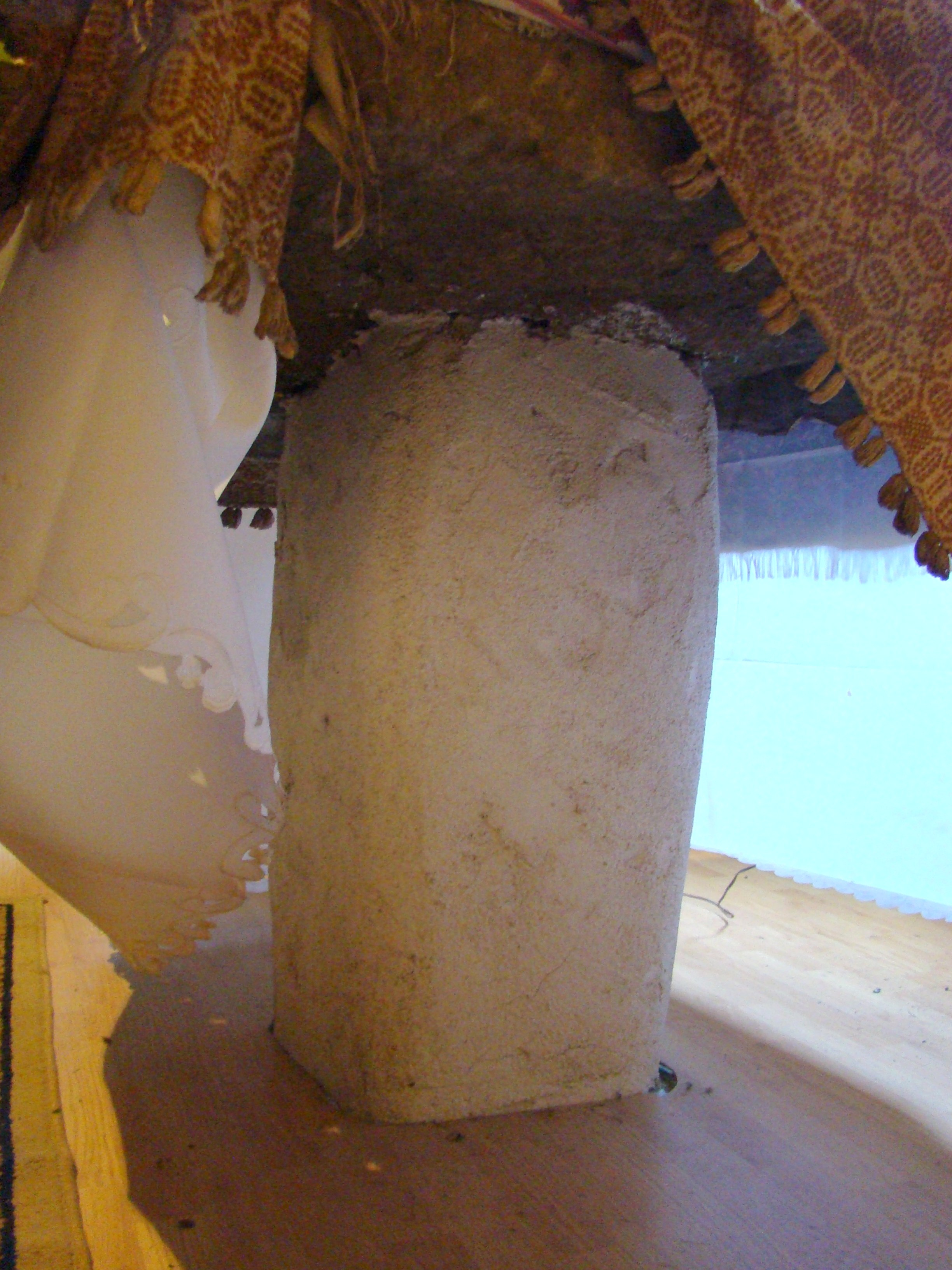
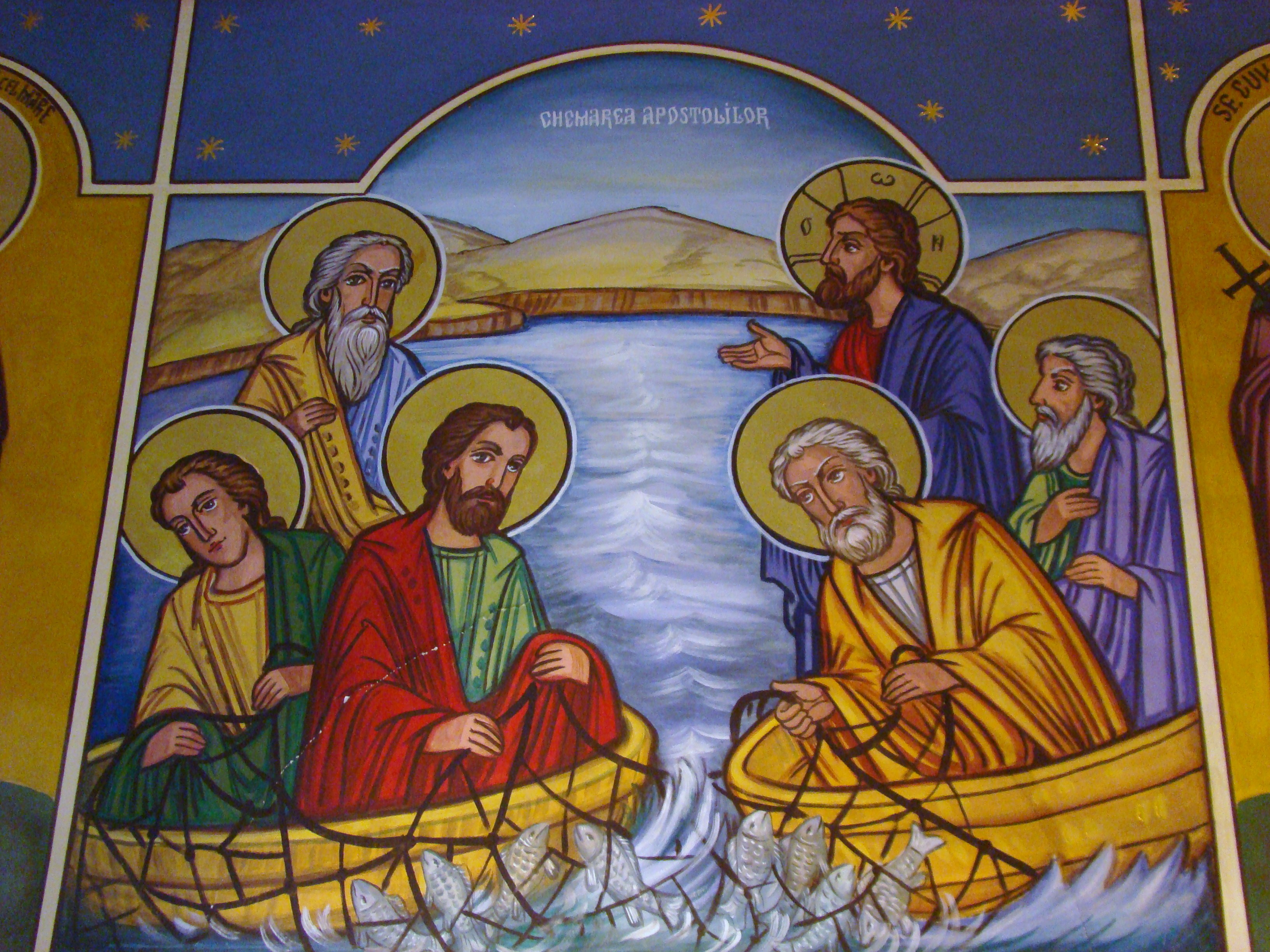
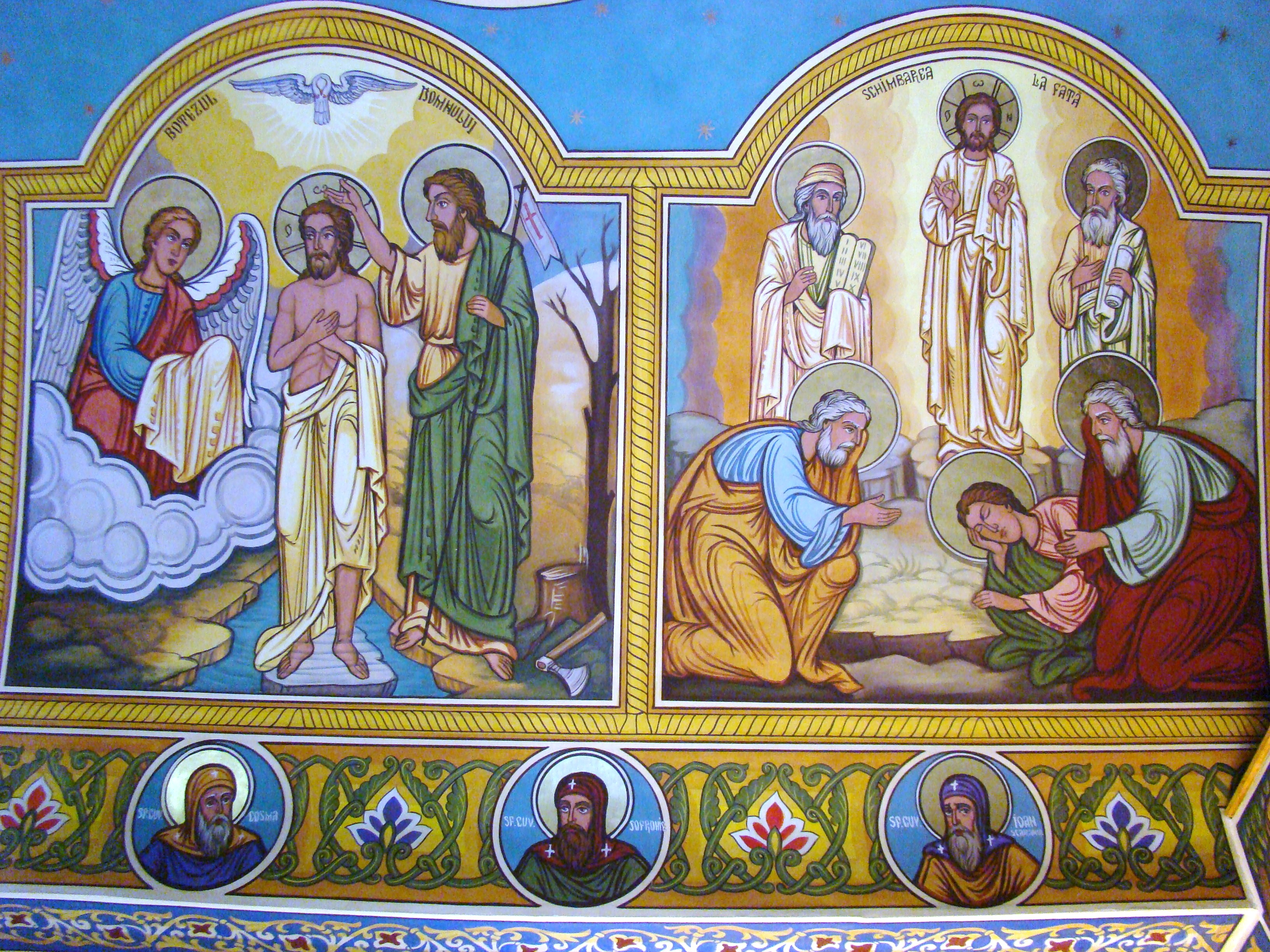
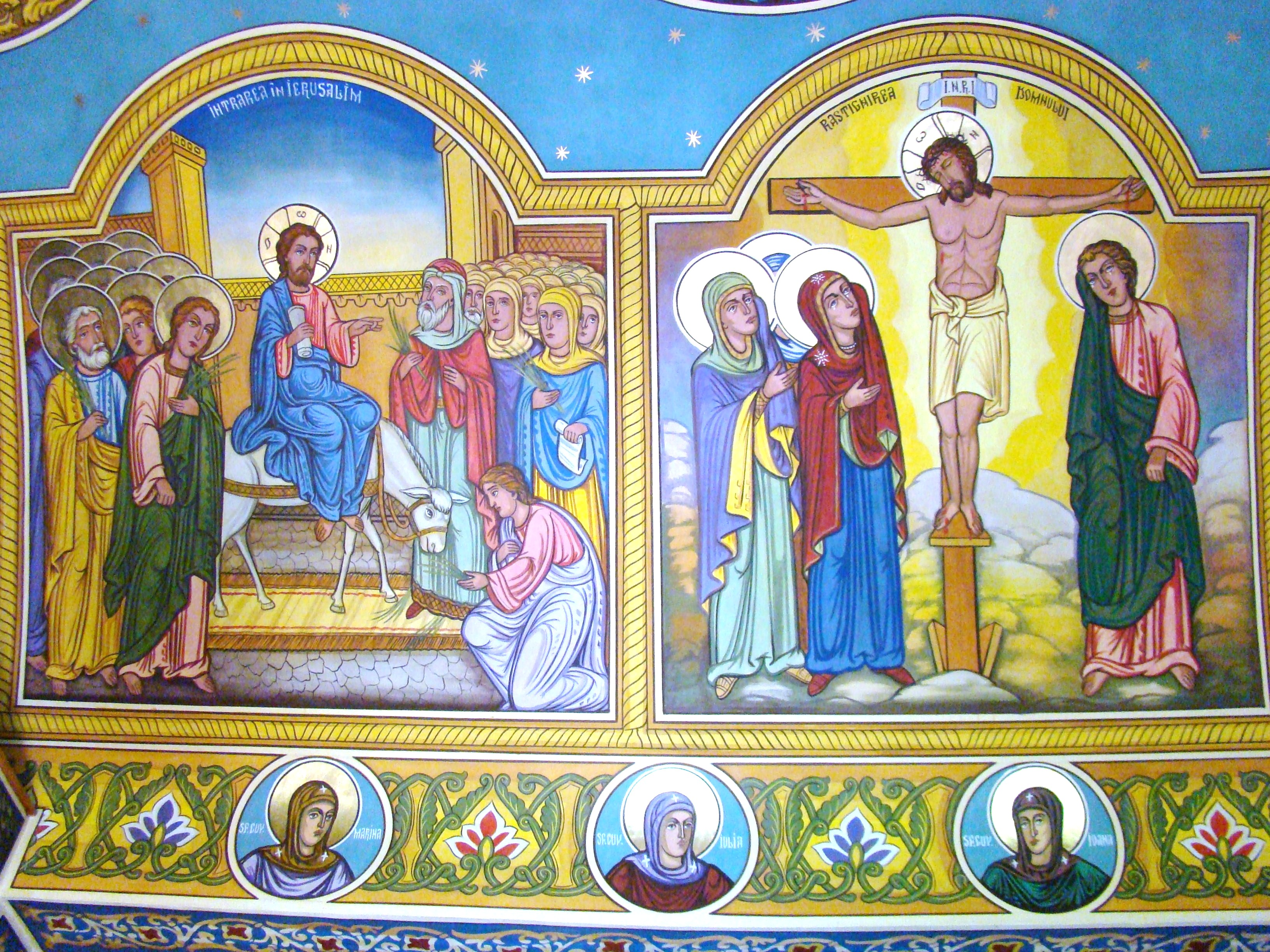
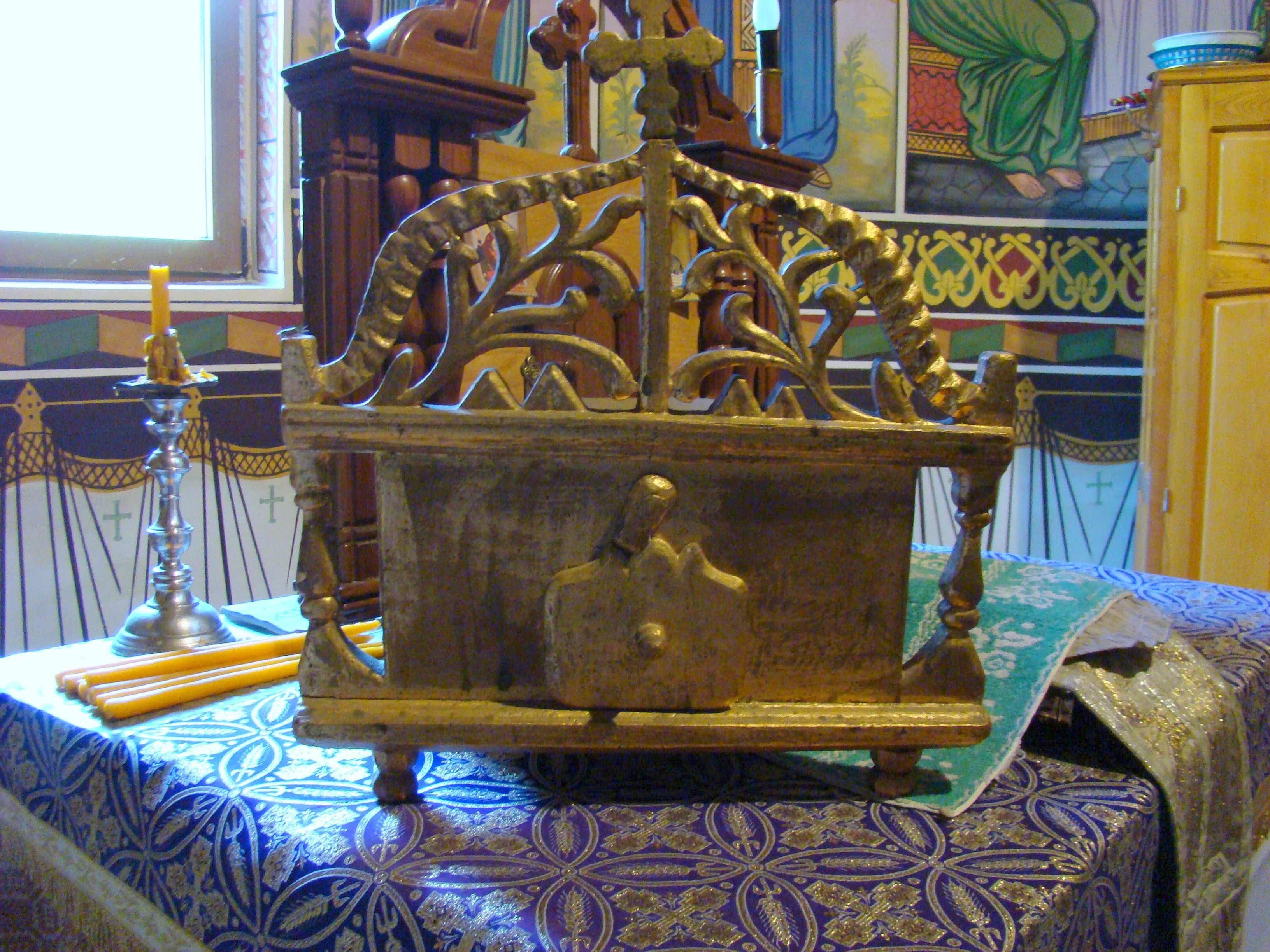
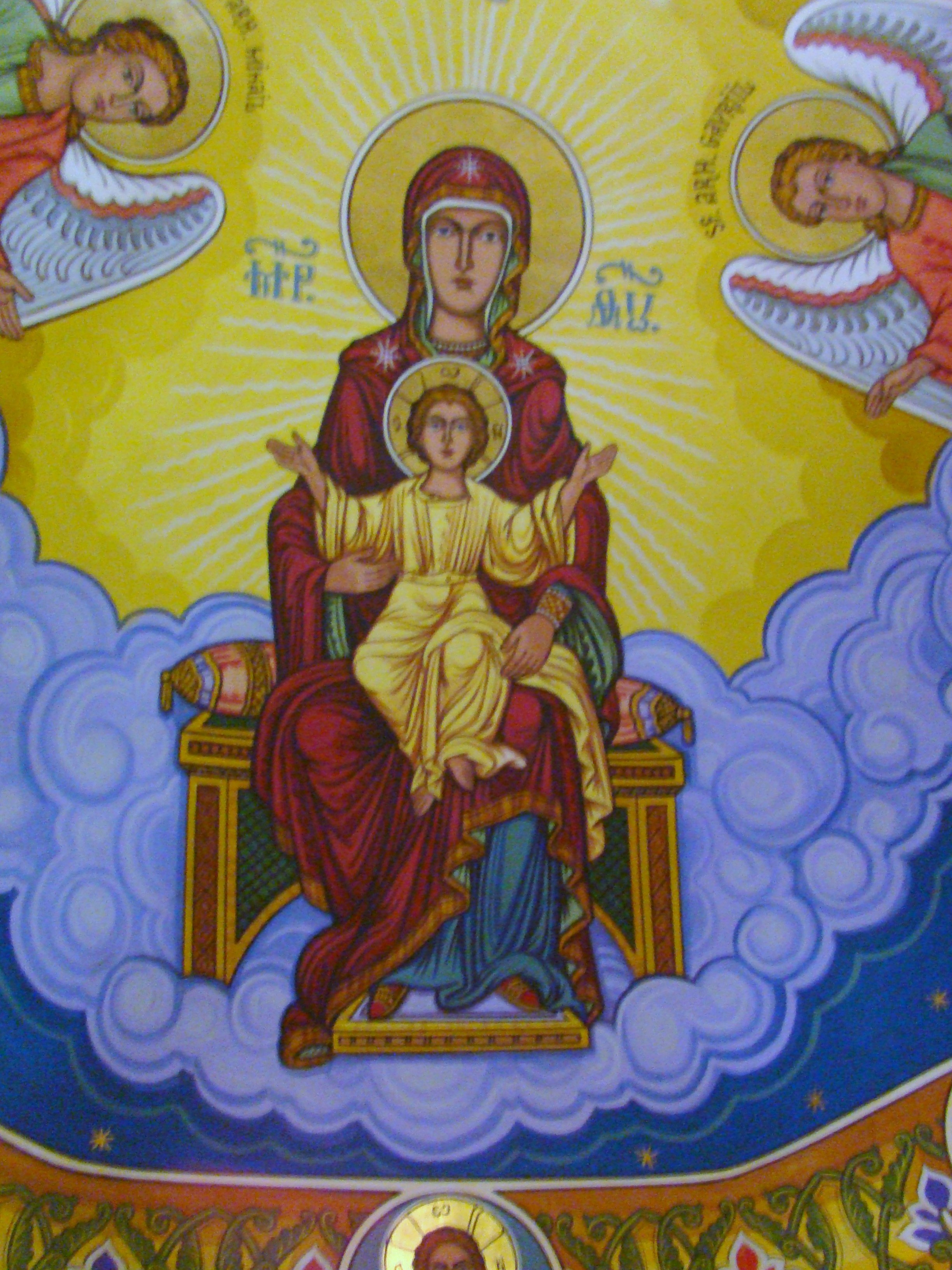
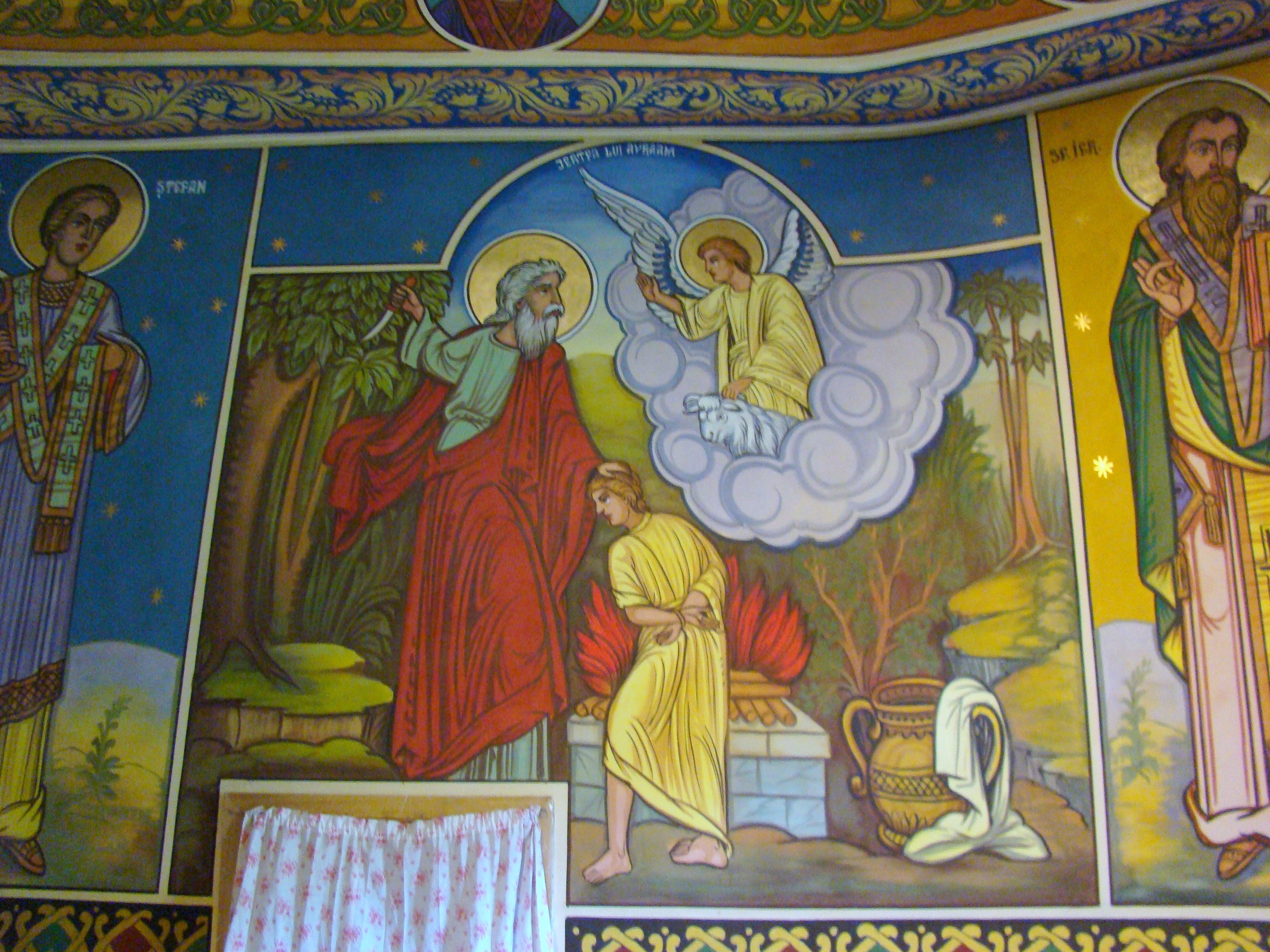
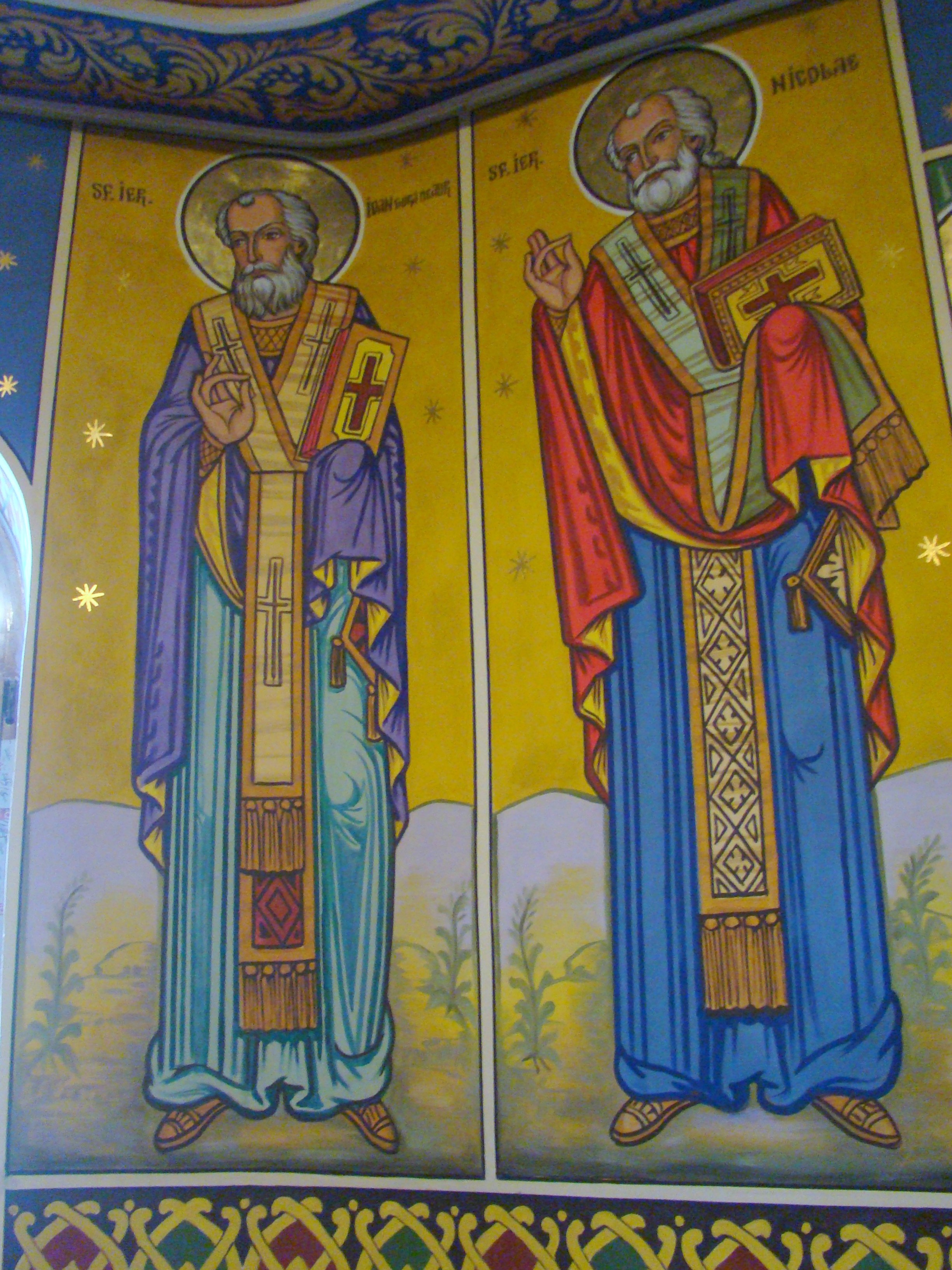
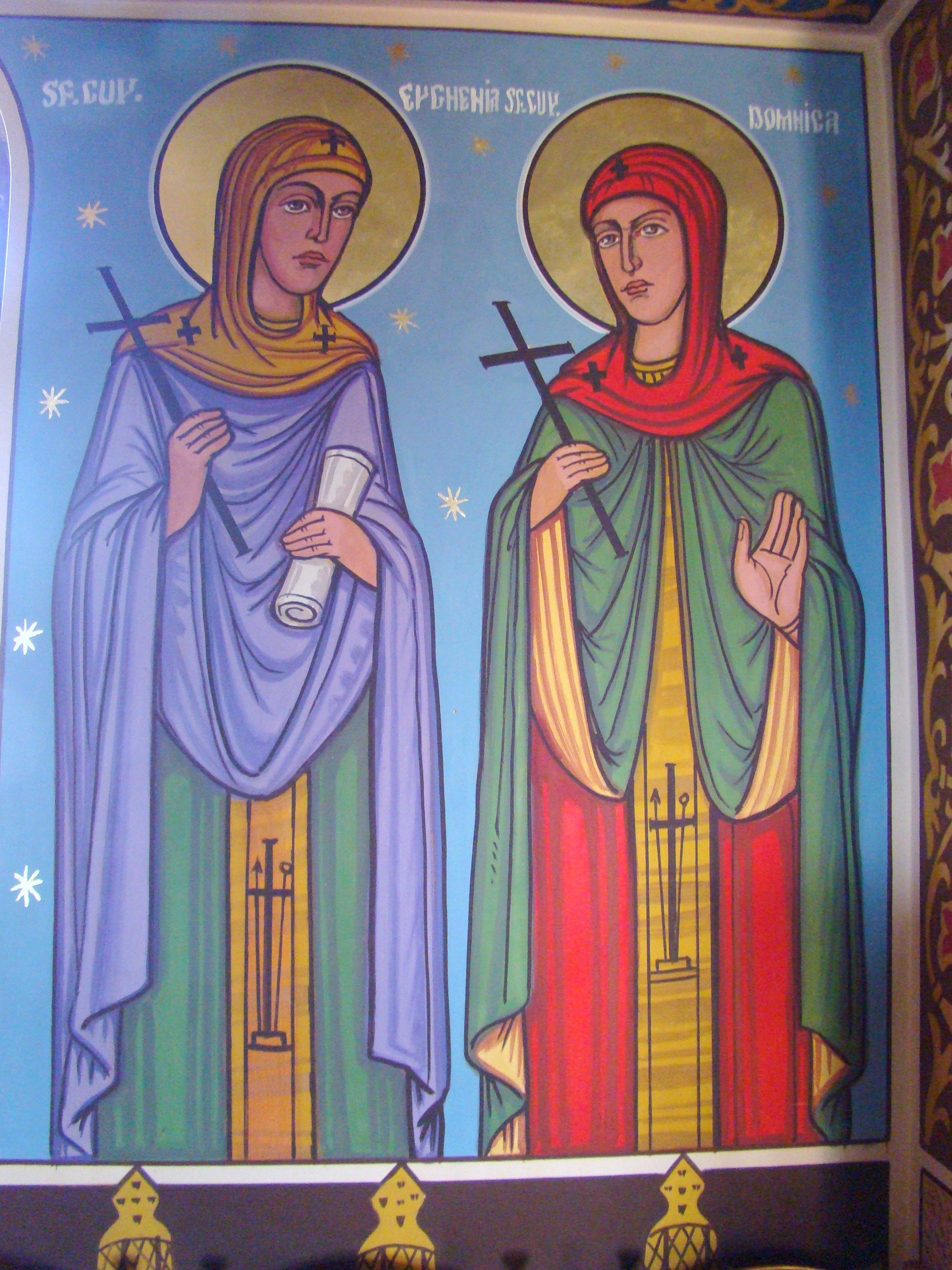
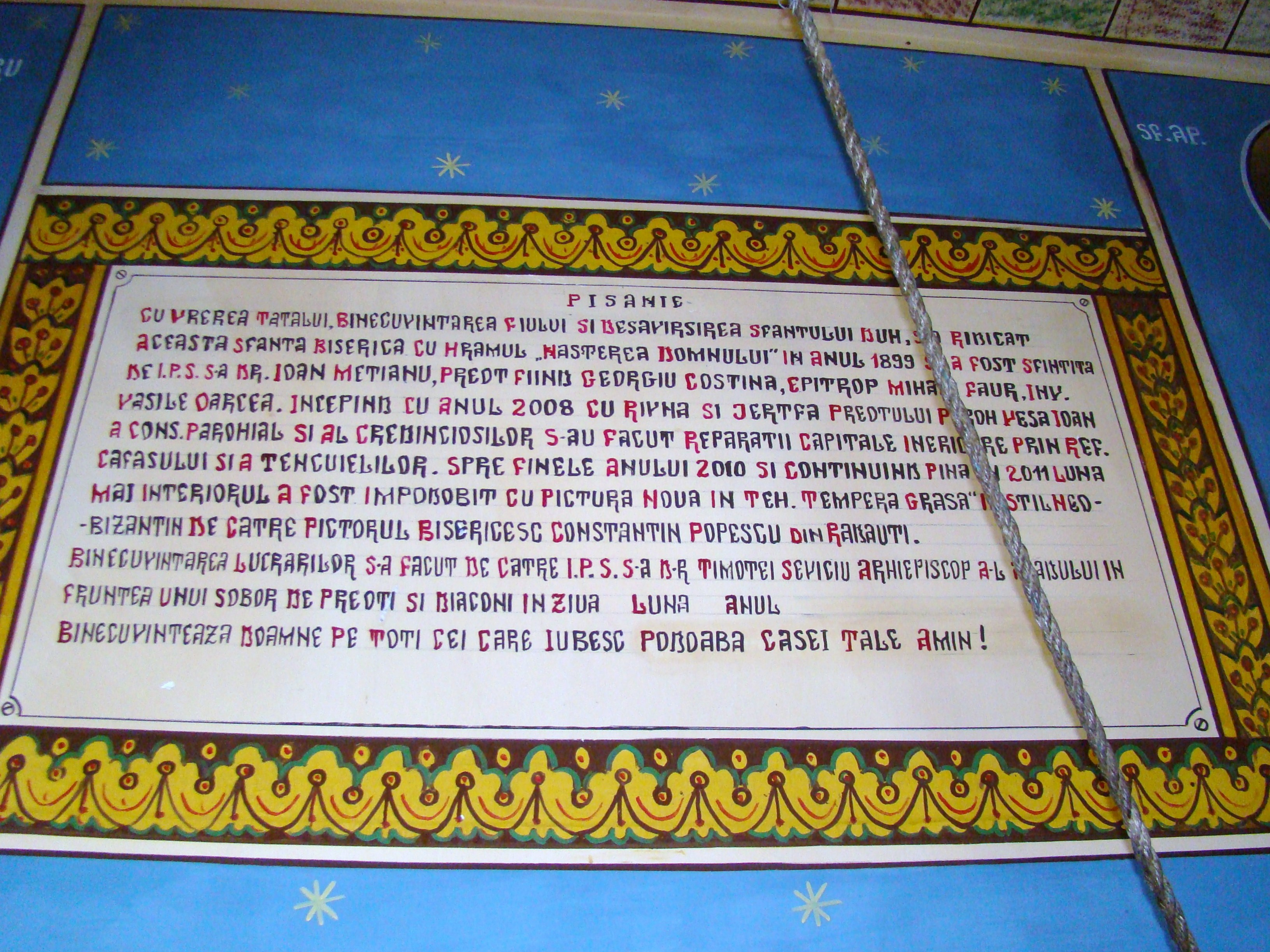
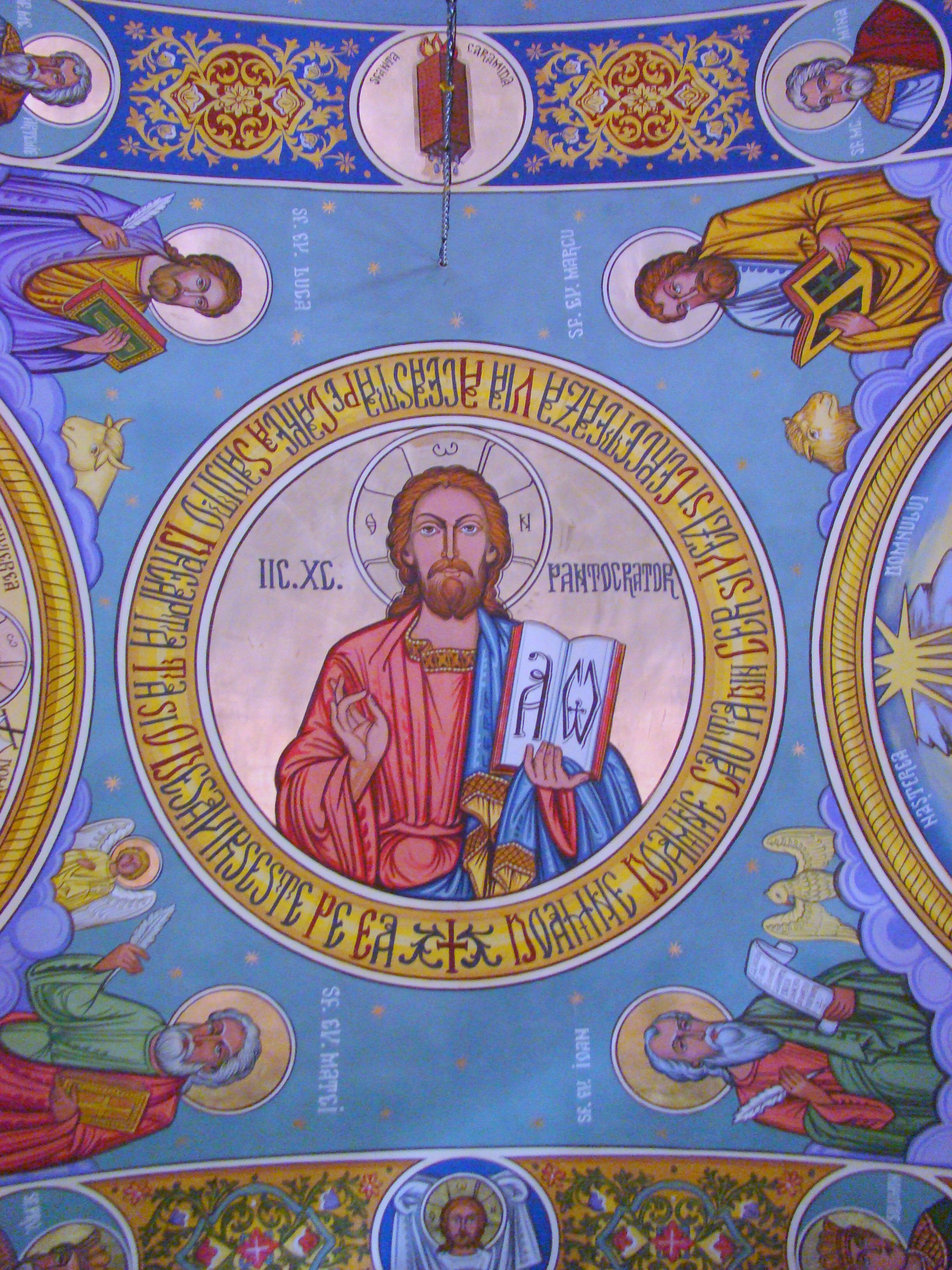
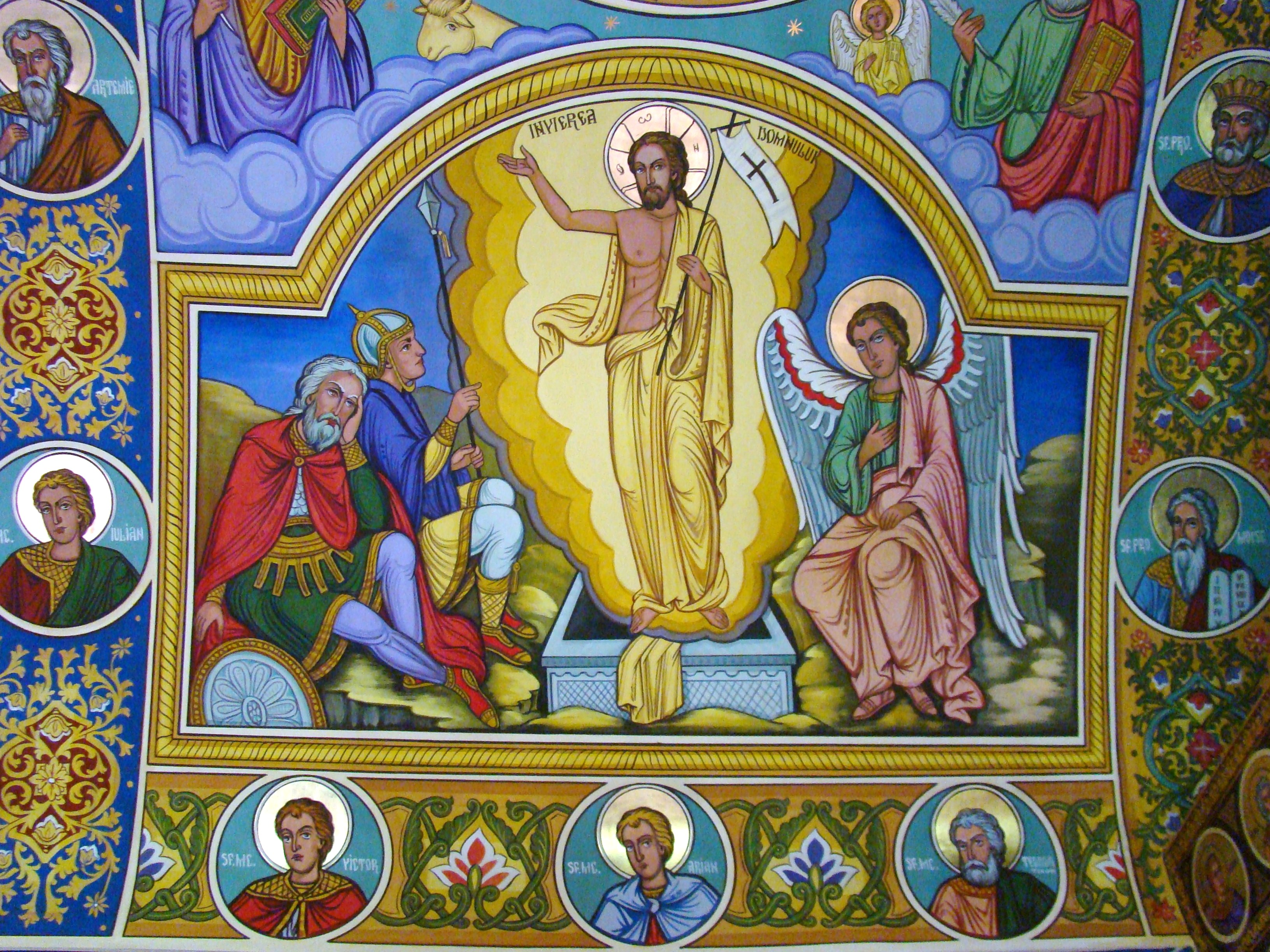
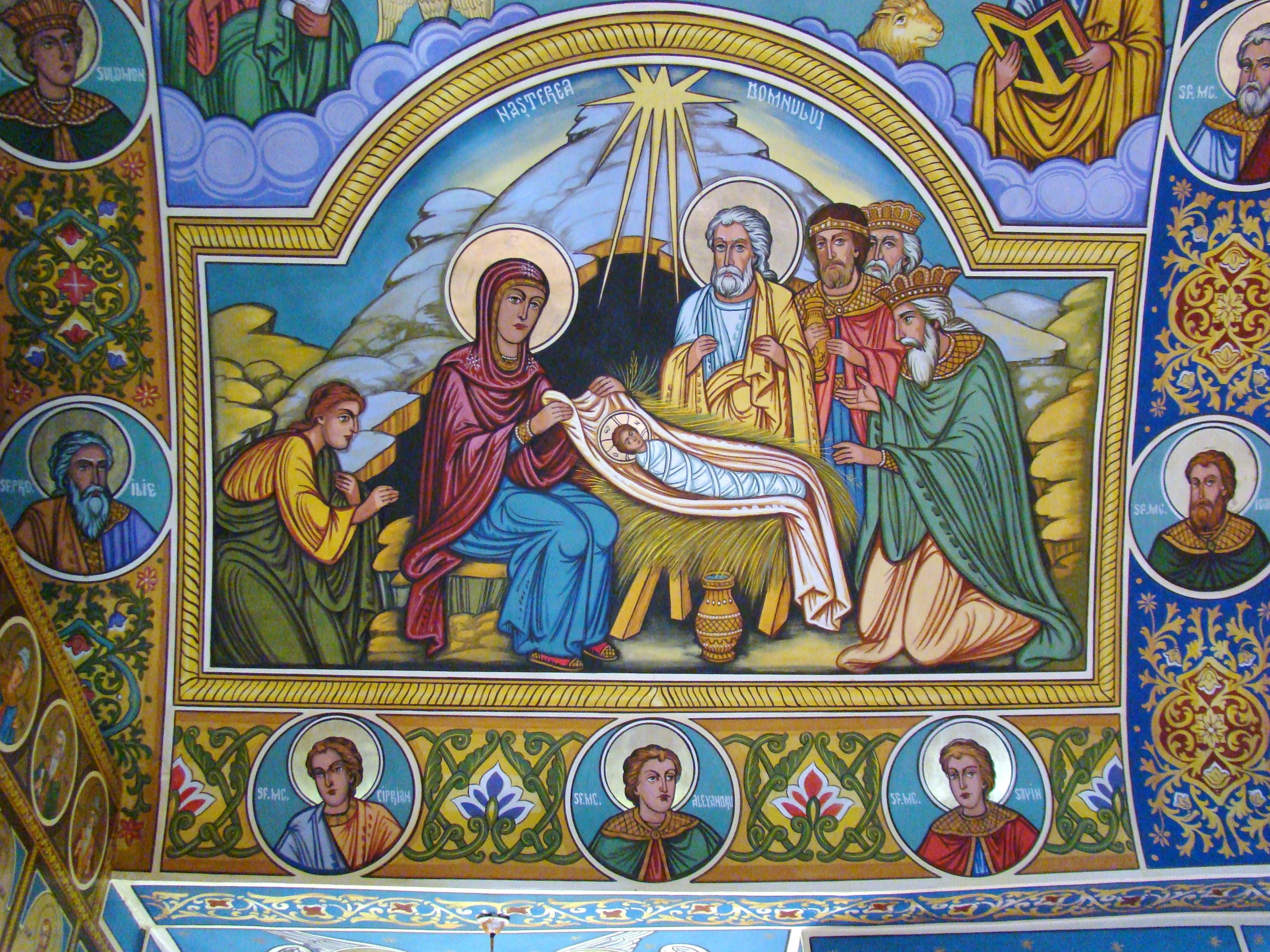
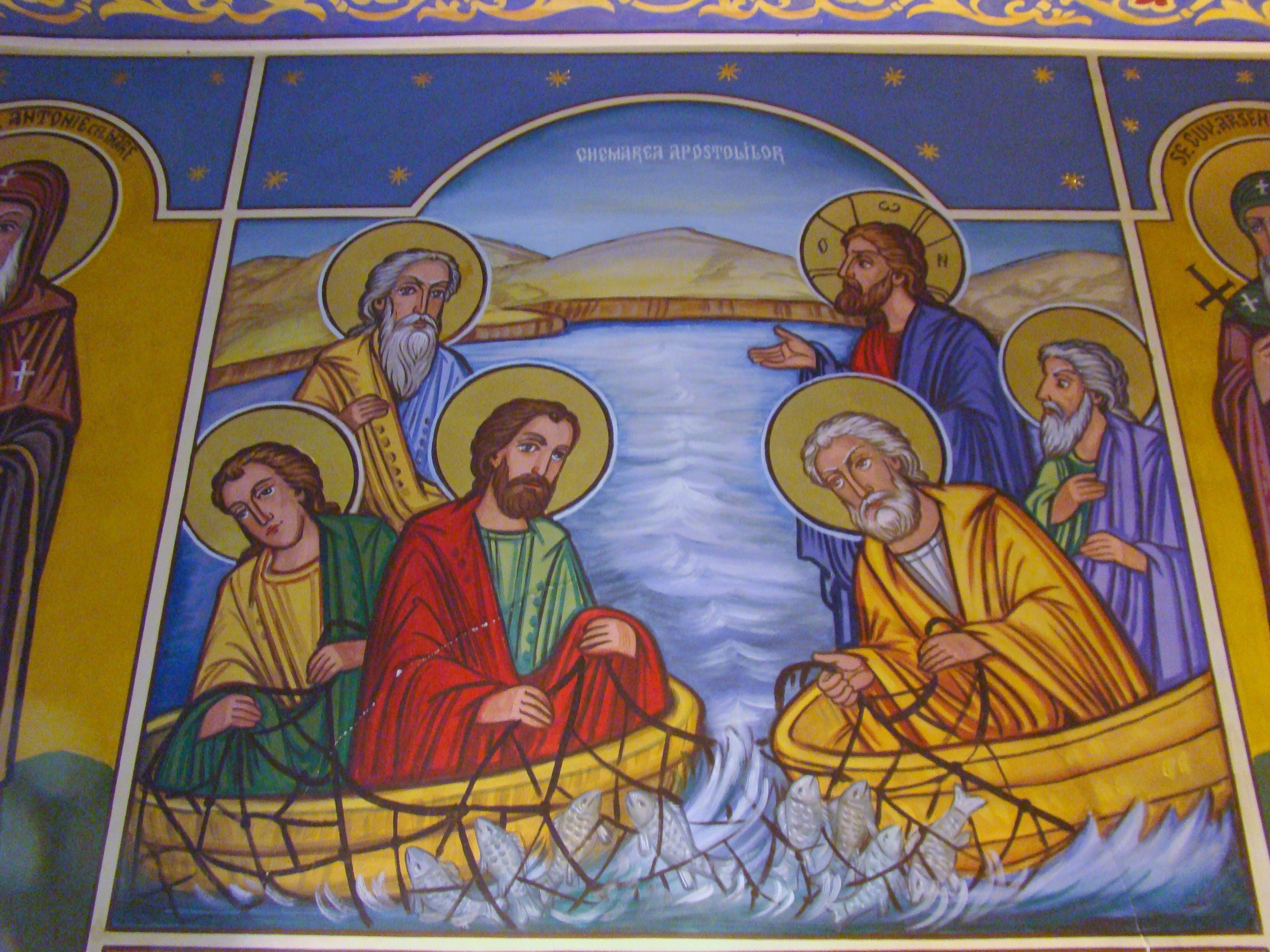
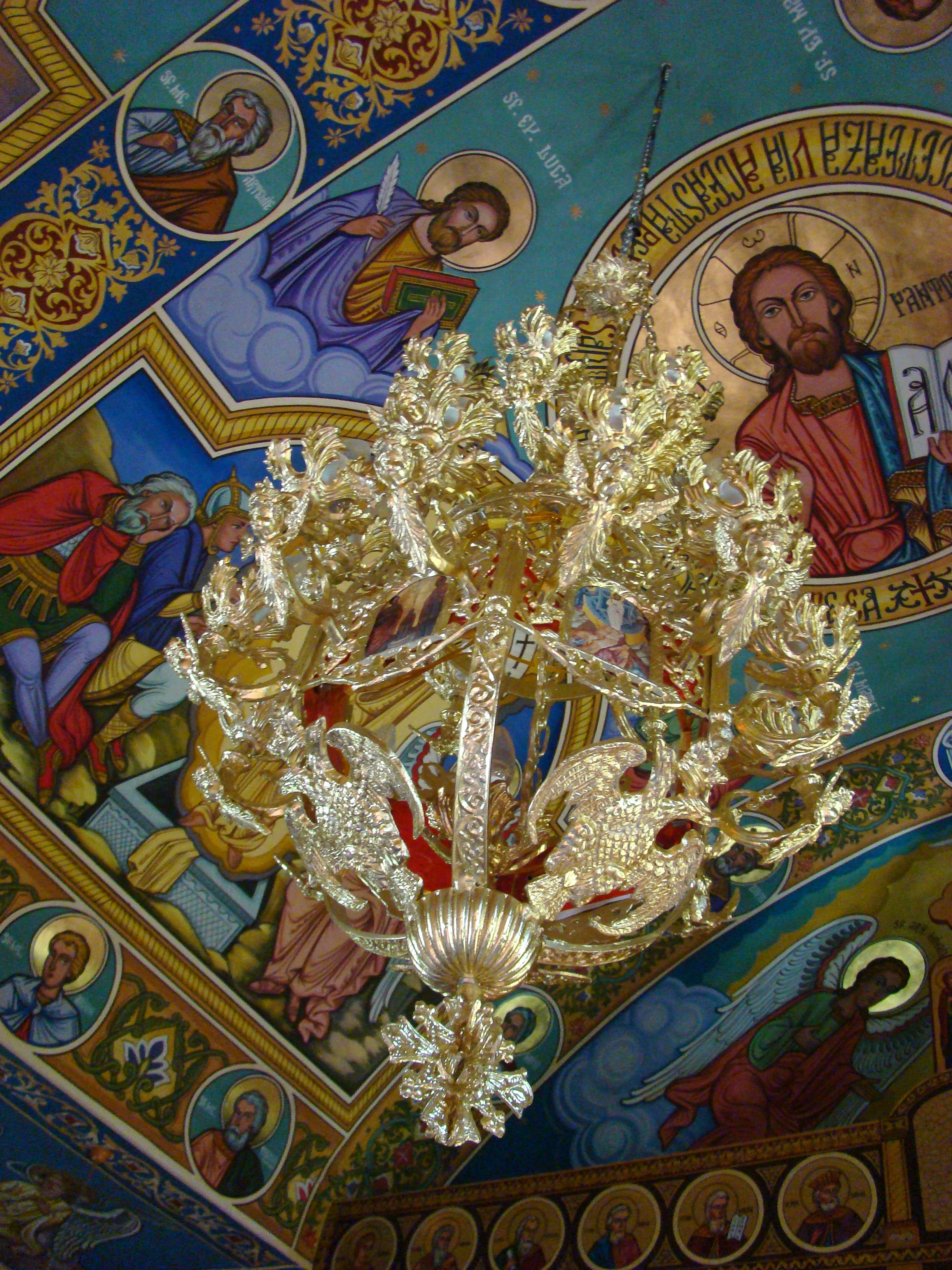
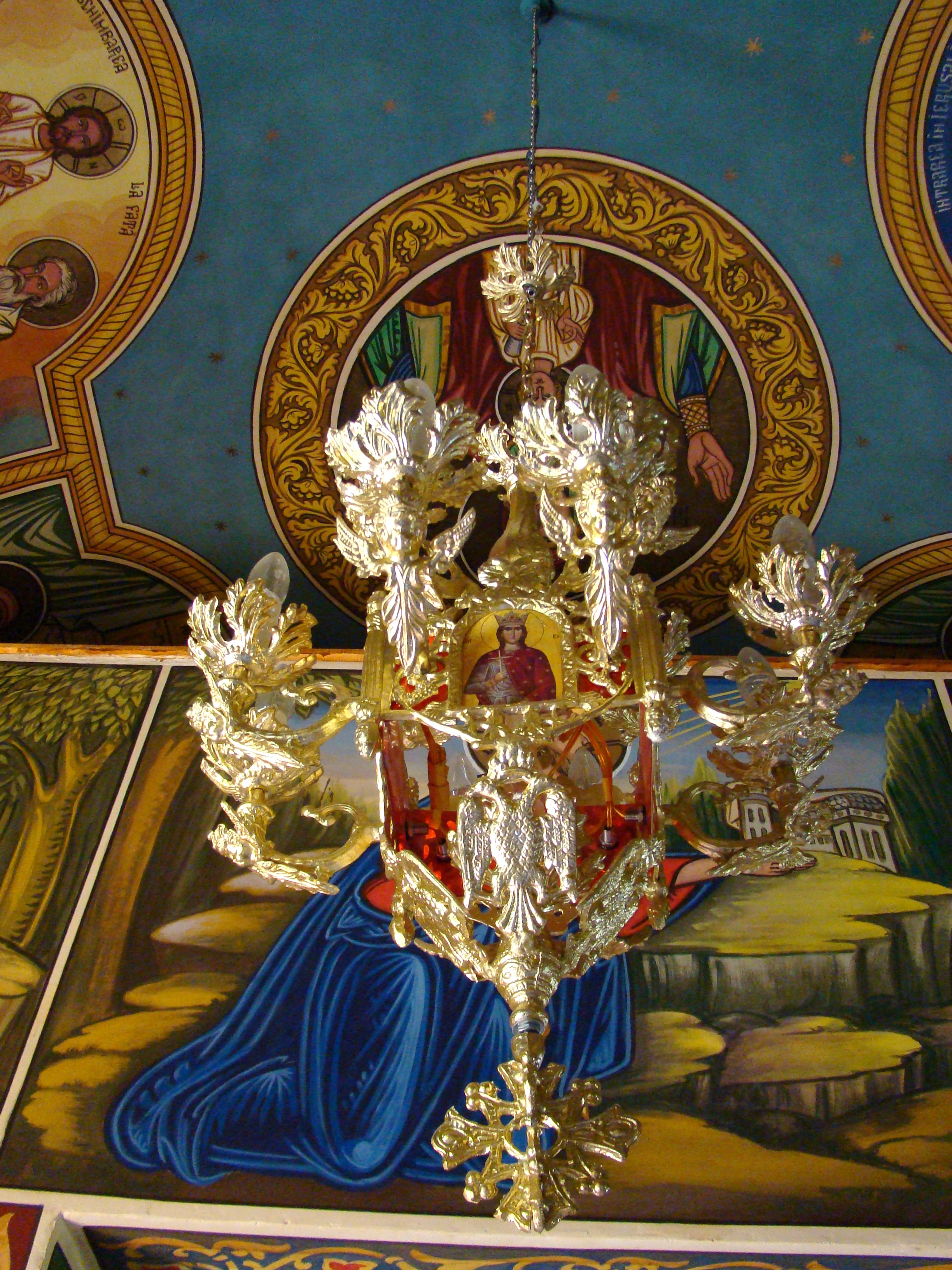
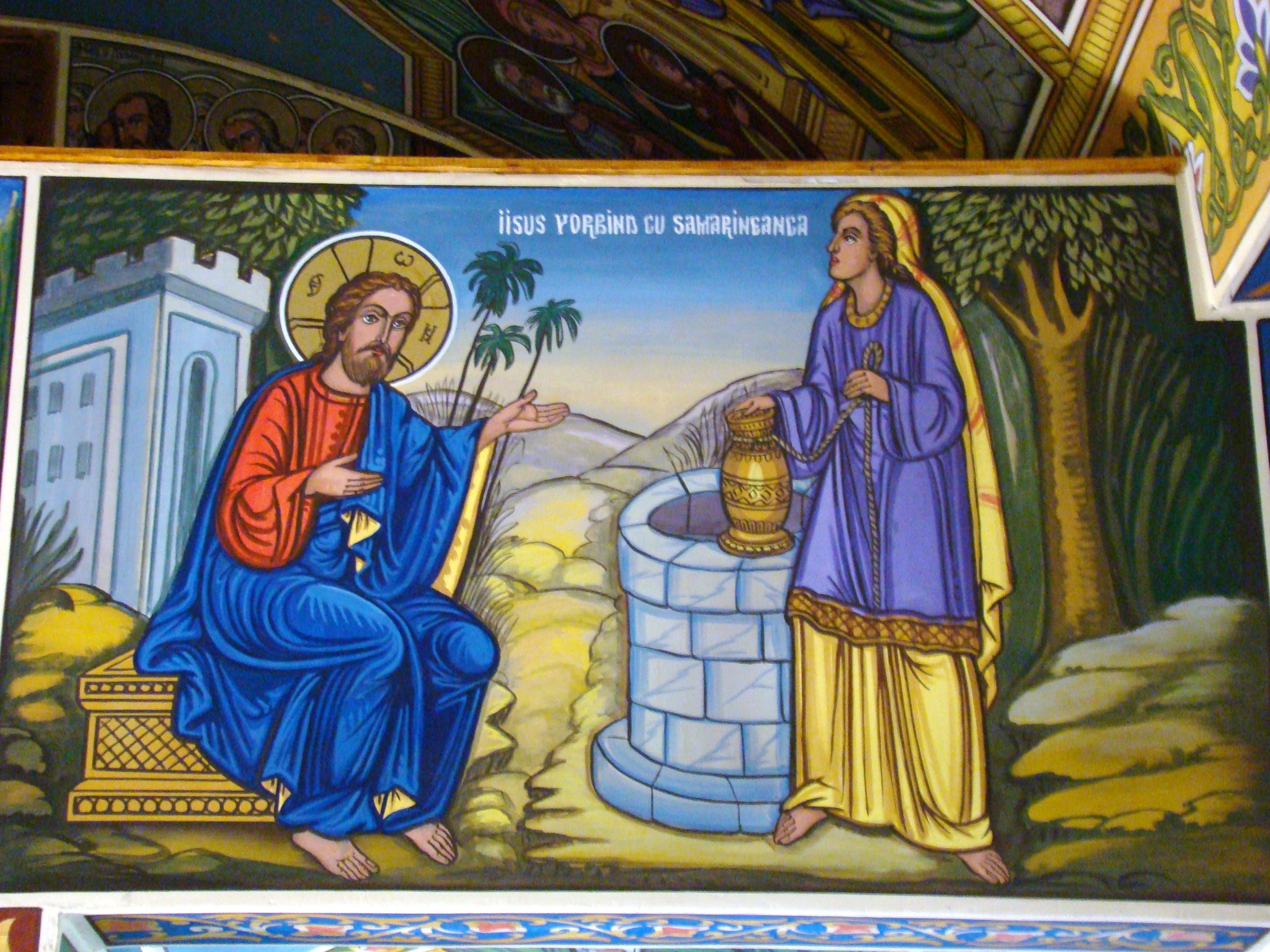
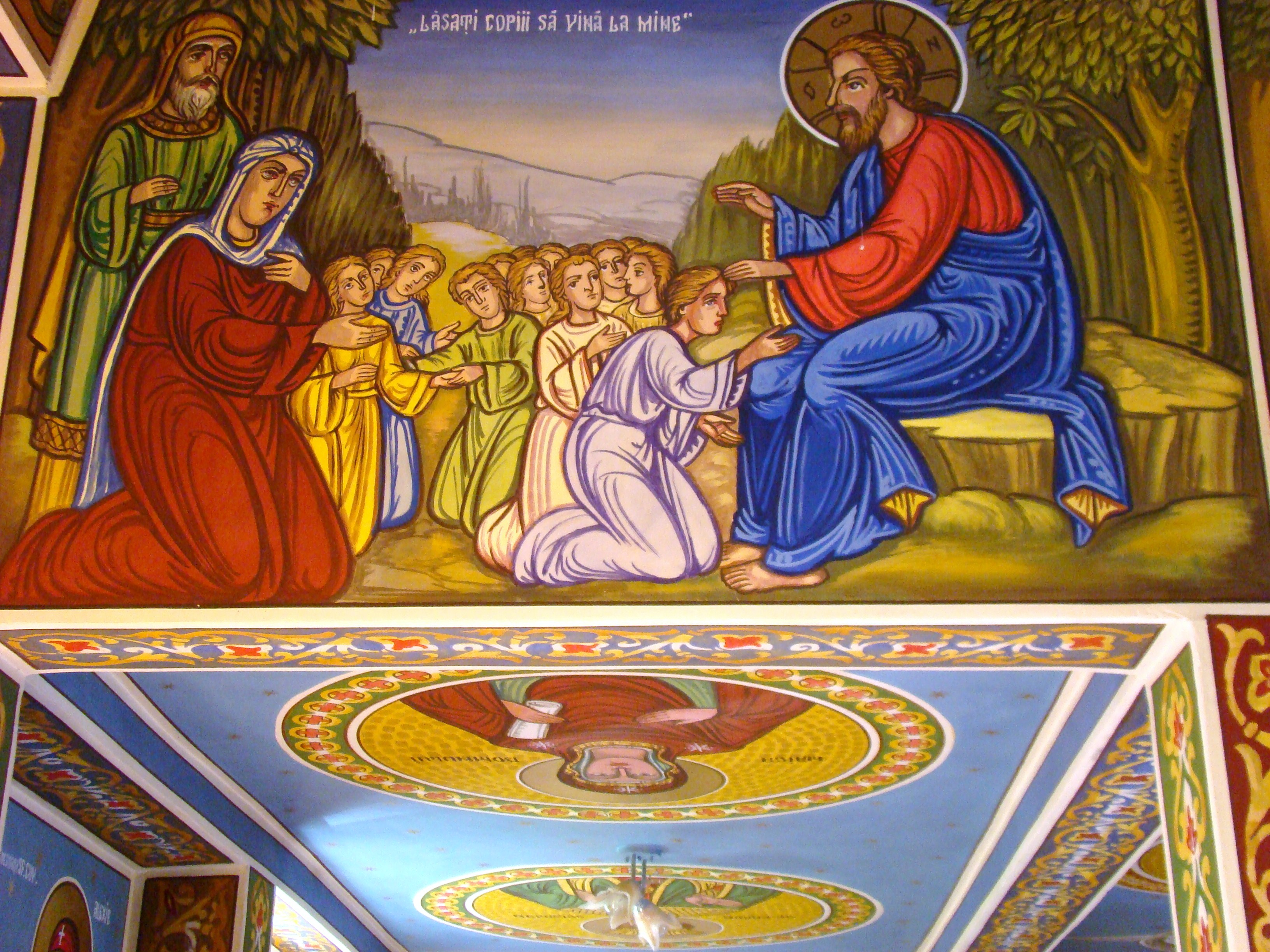
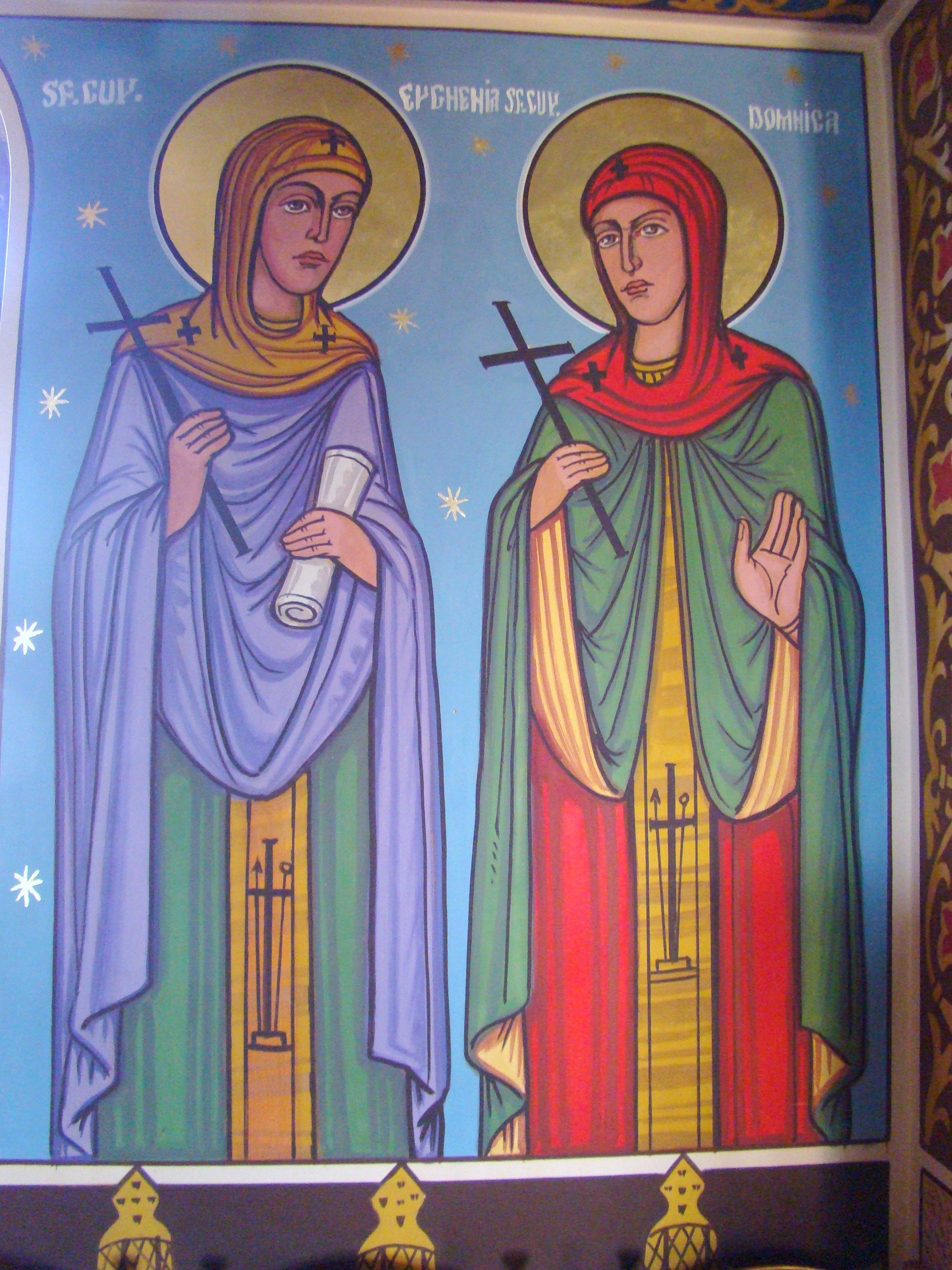

## Imagini din exterior

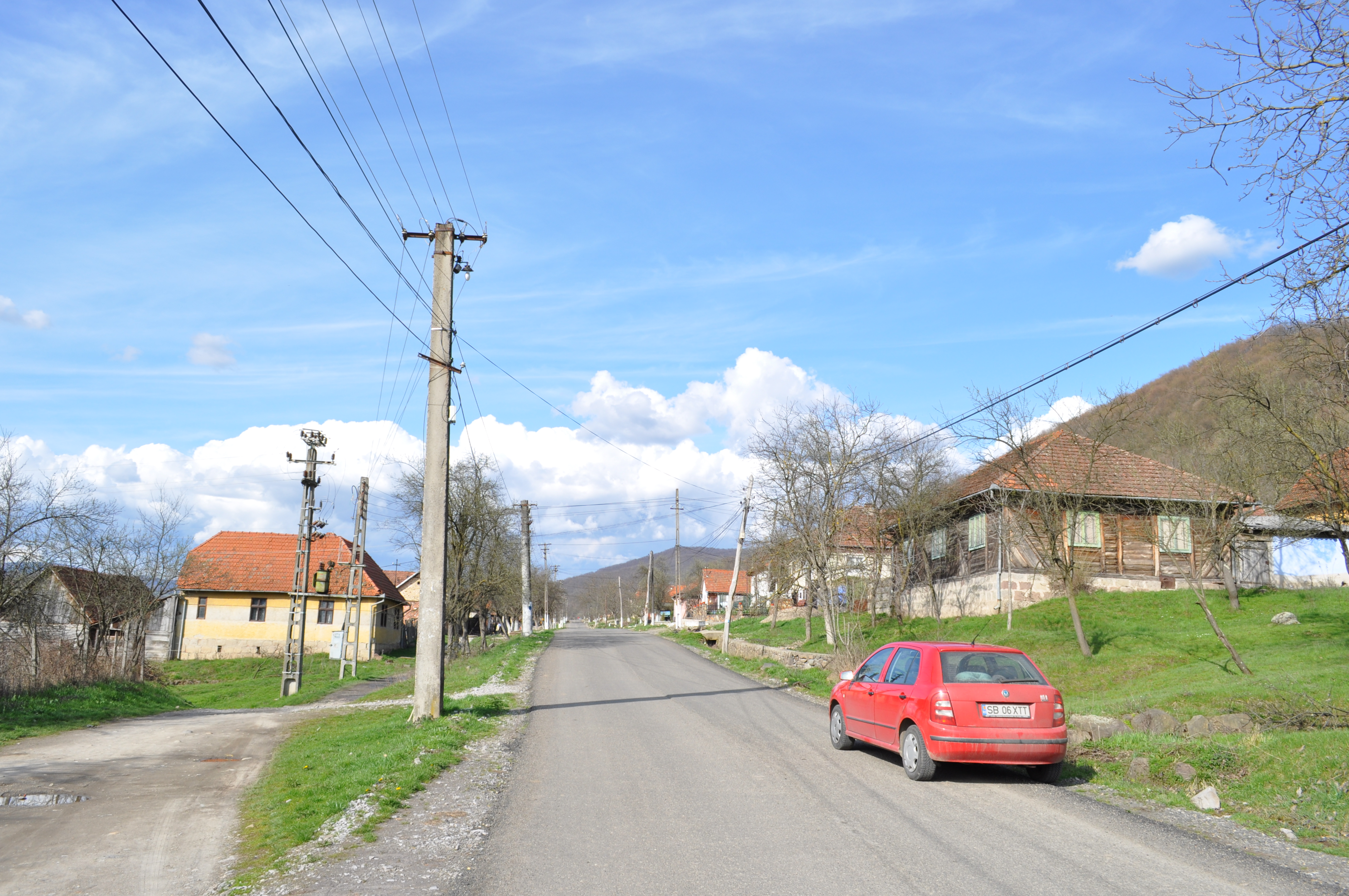
Iosășel
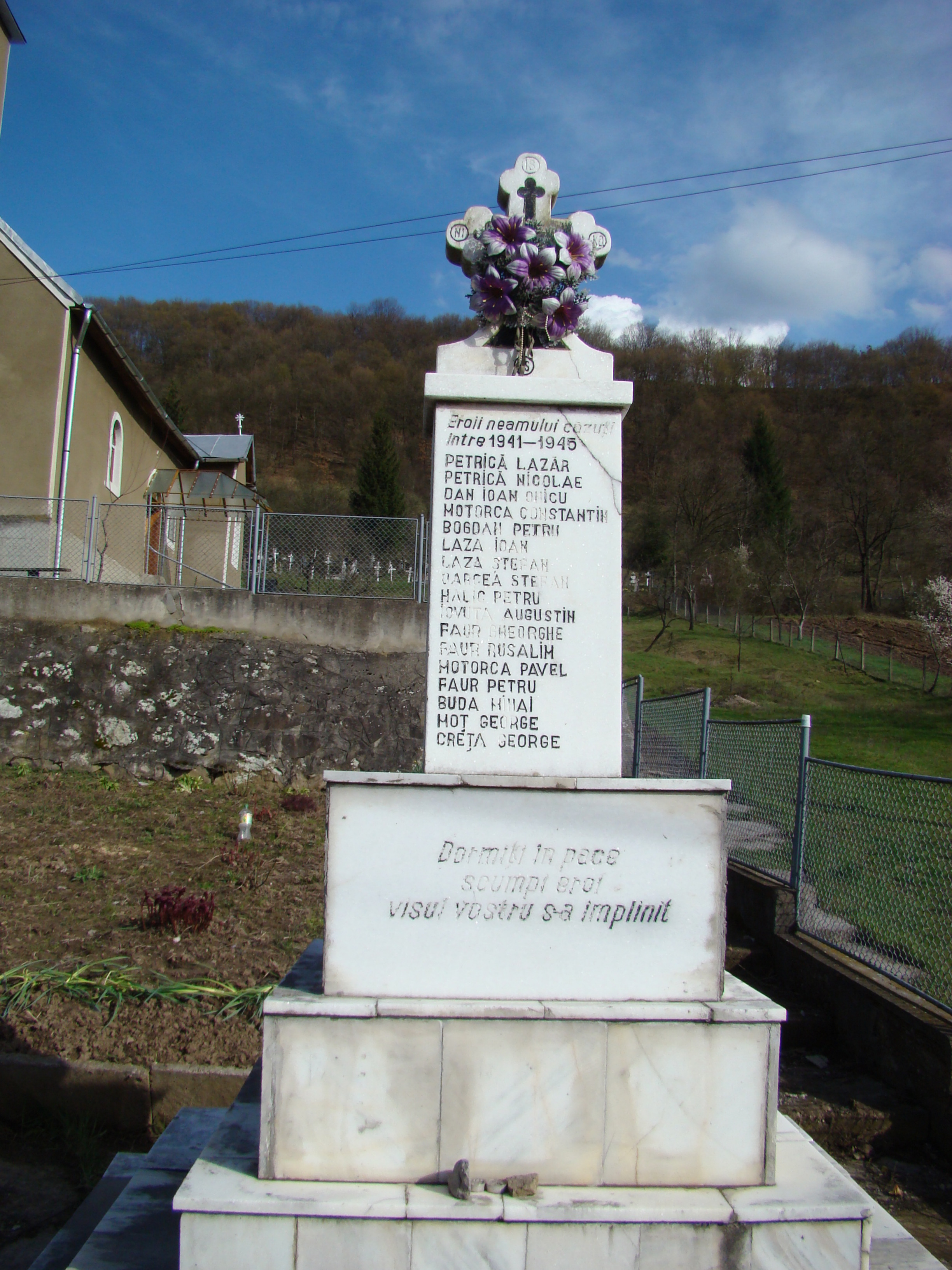
Monumentul Eroilor
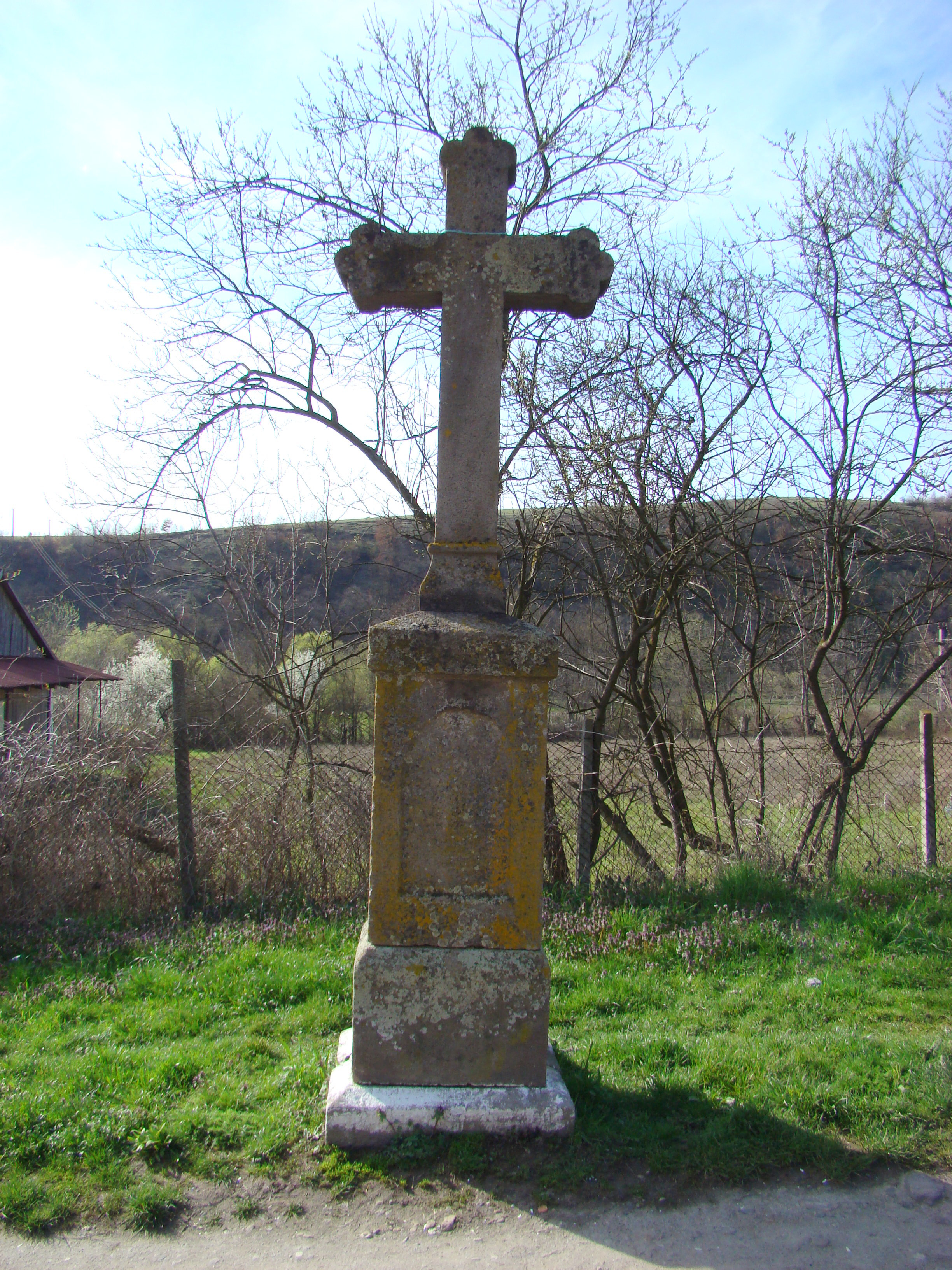
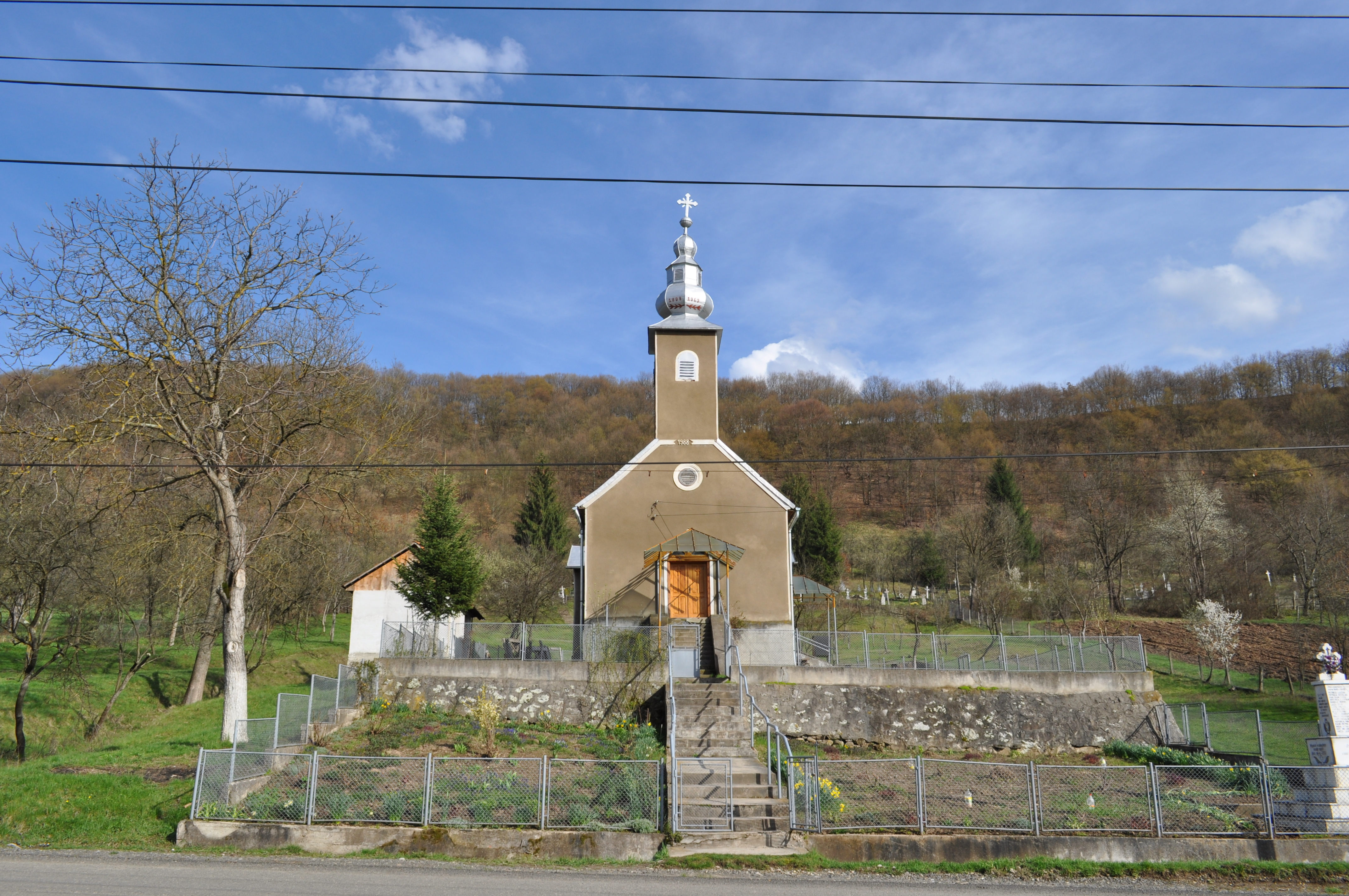
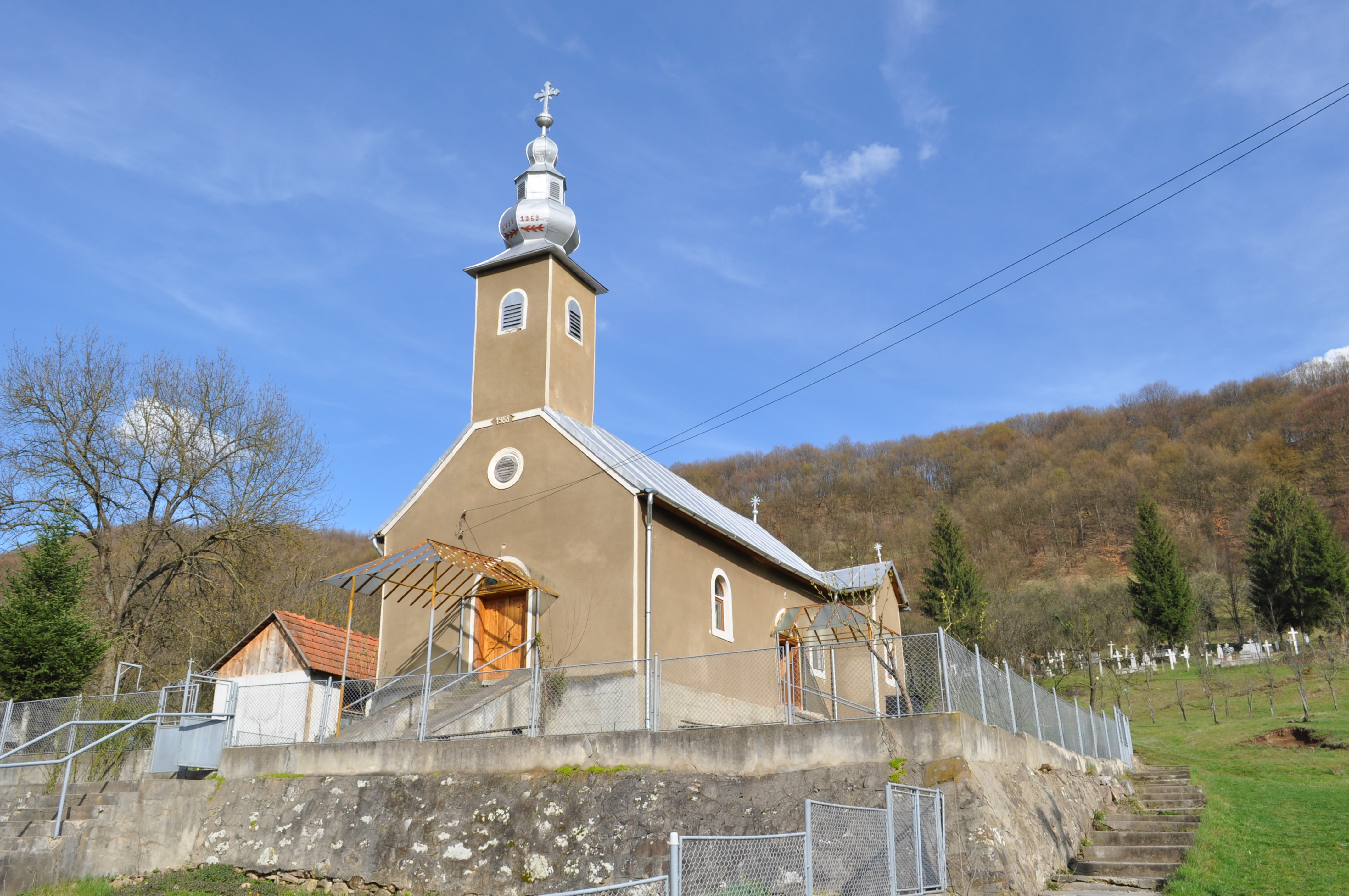
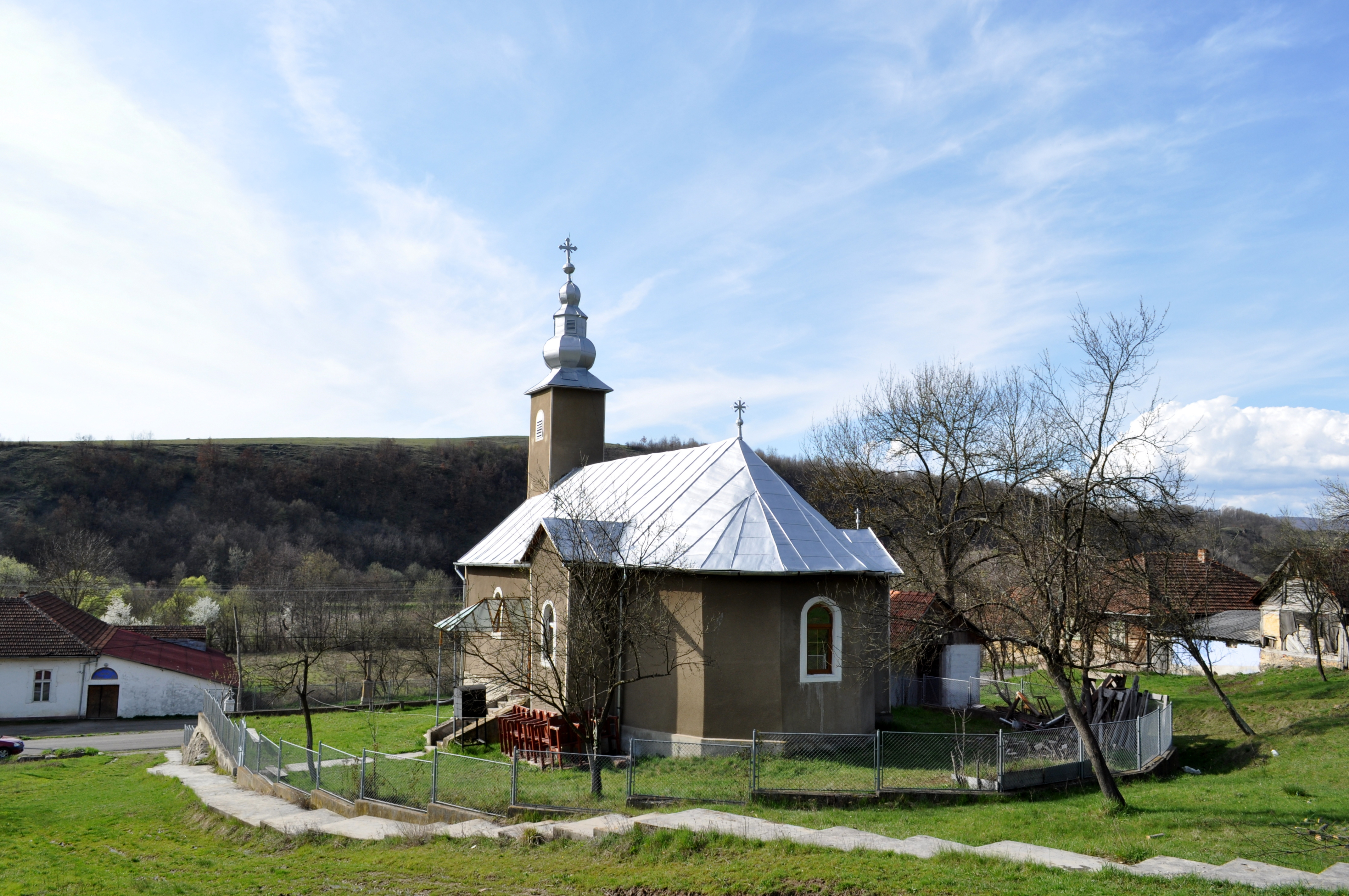
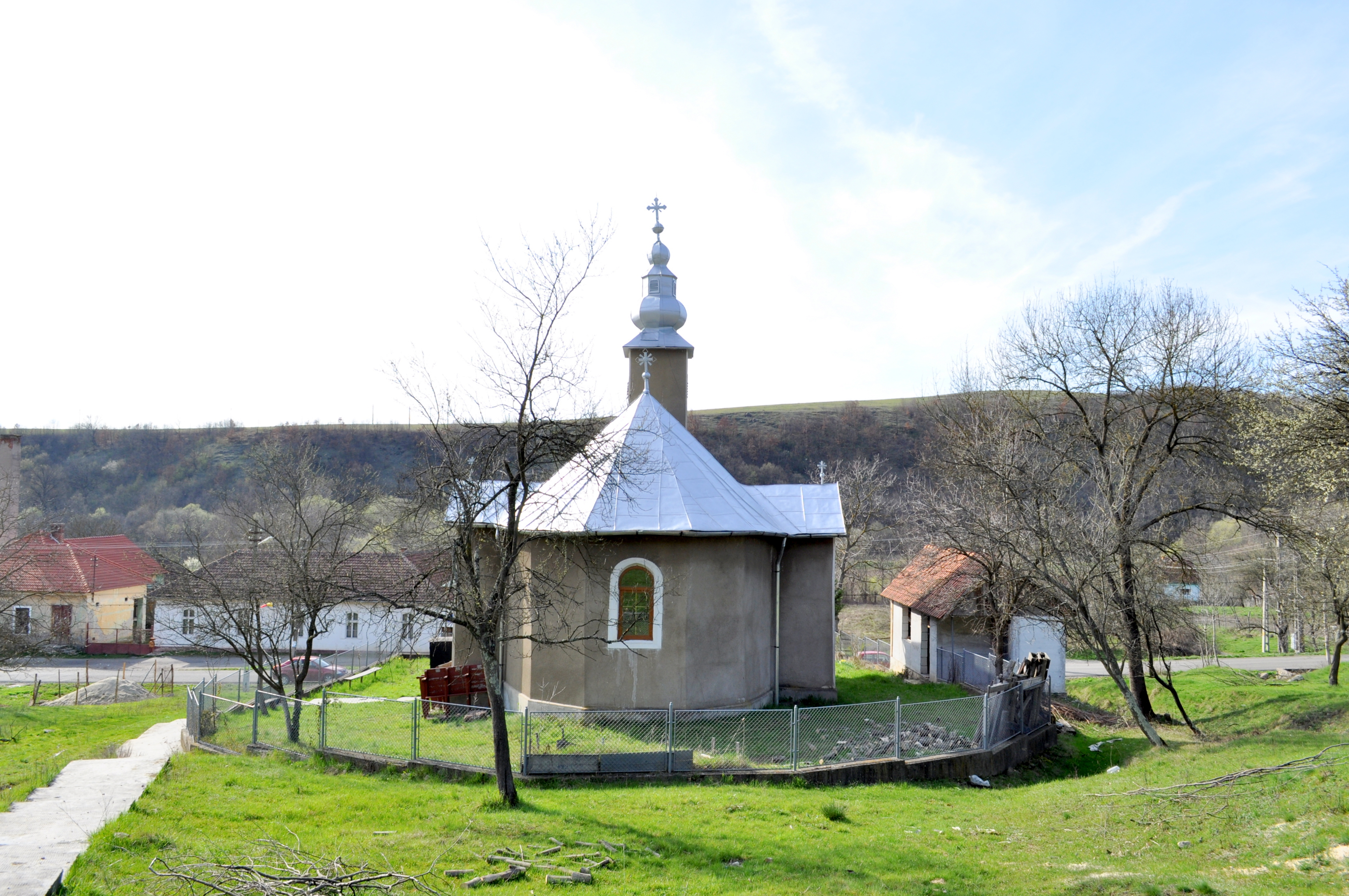
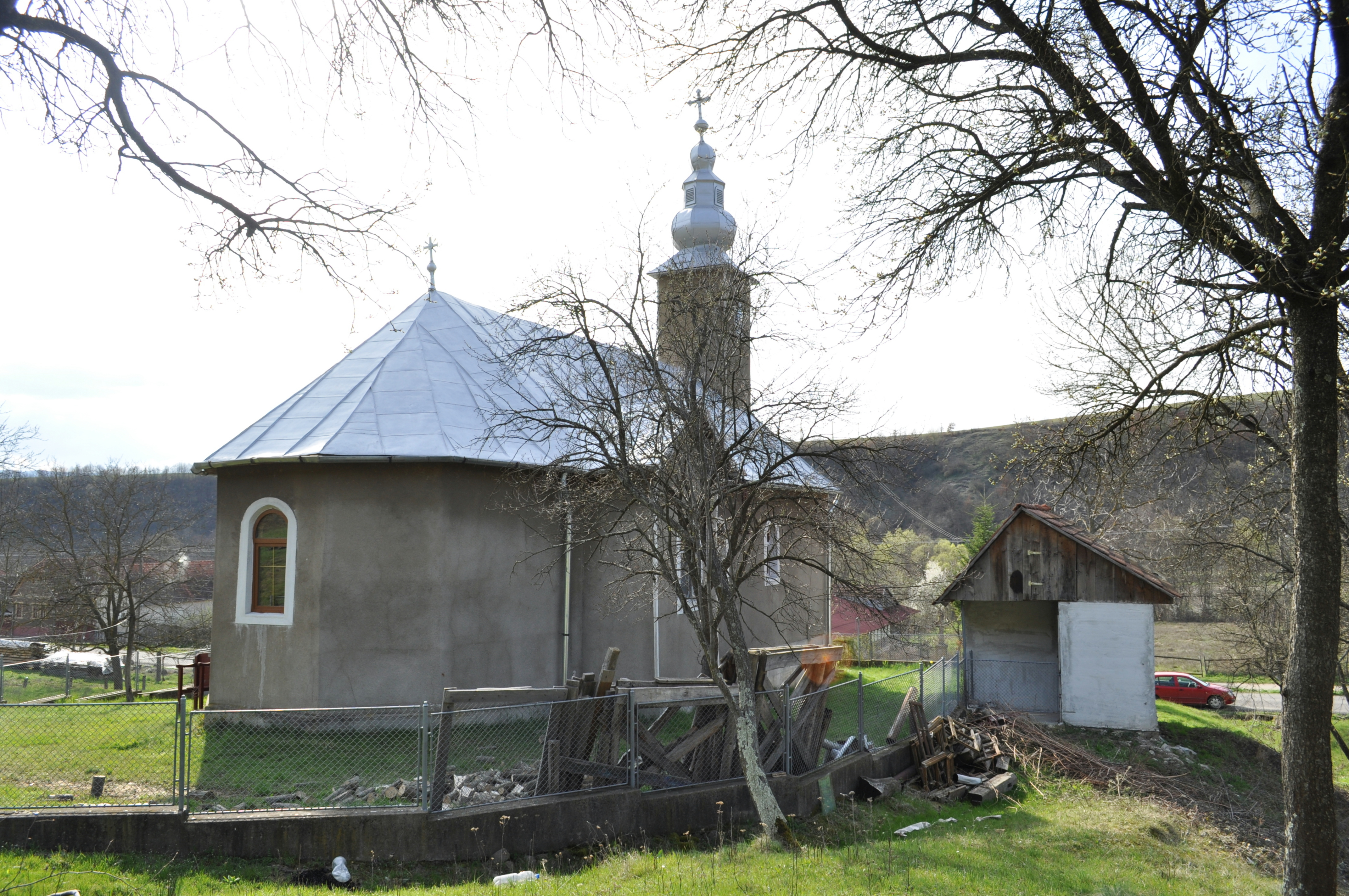
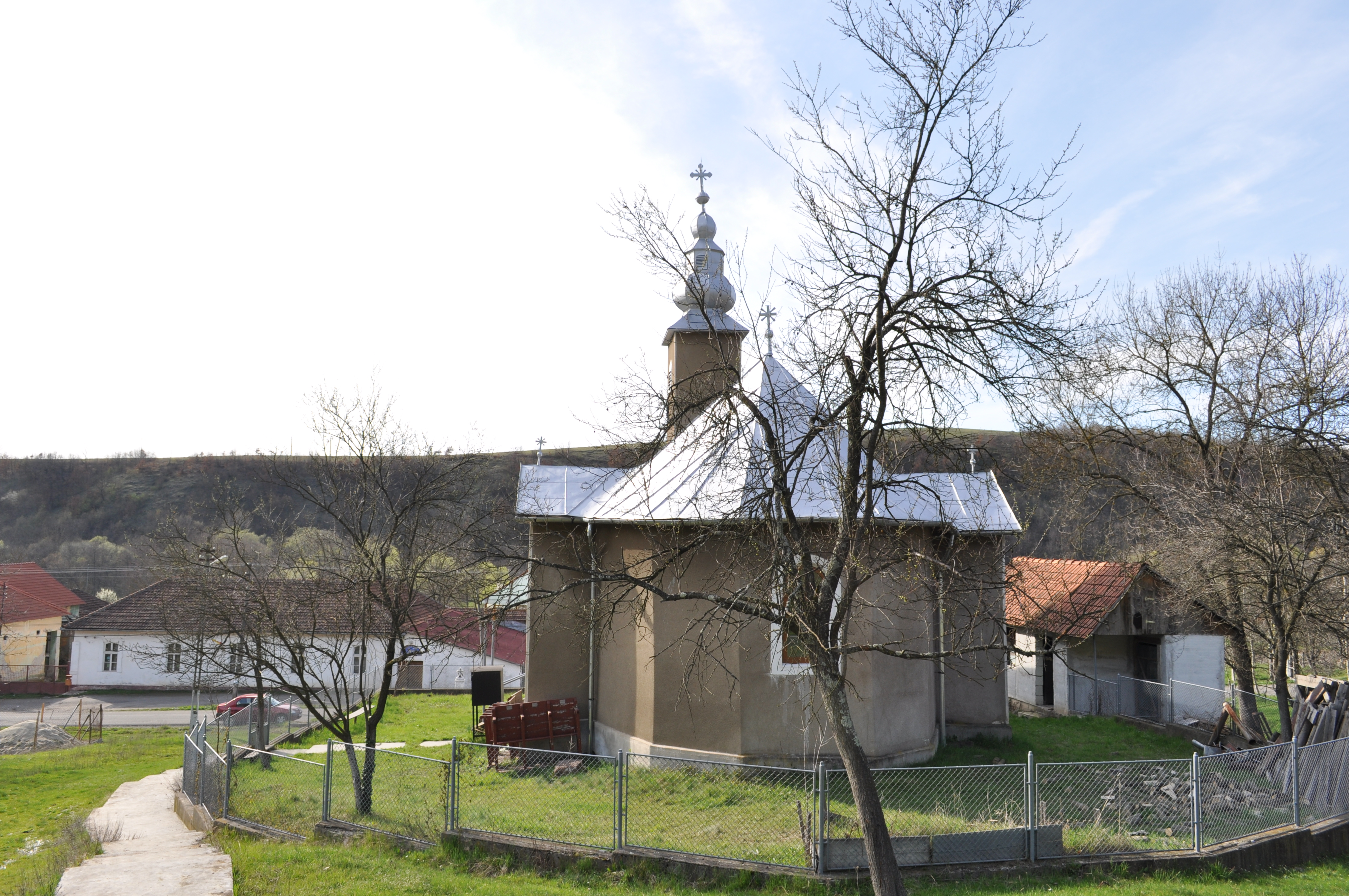
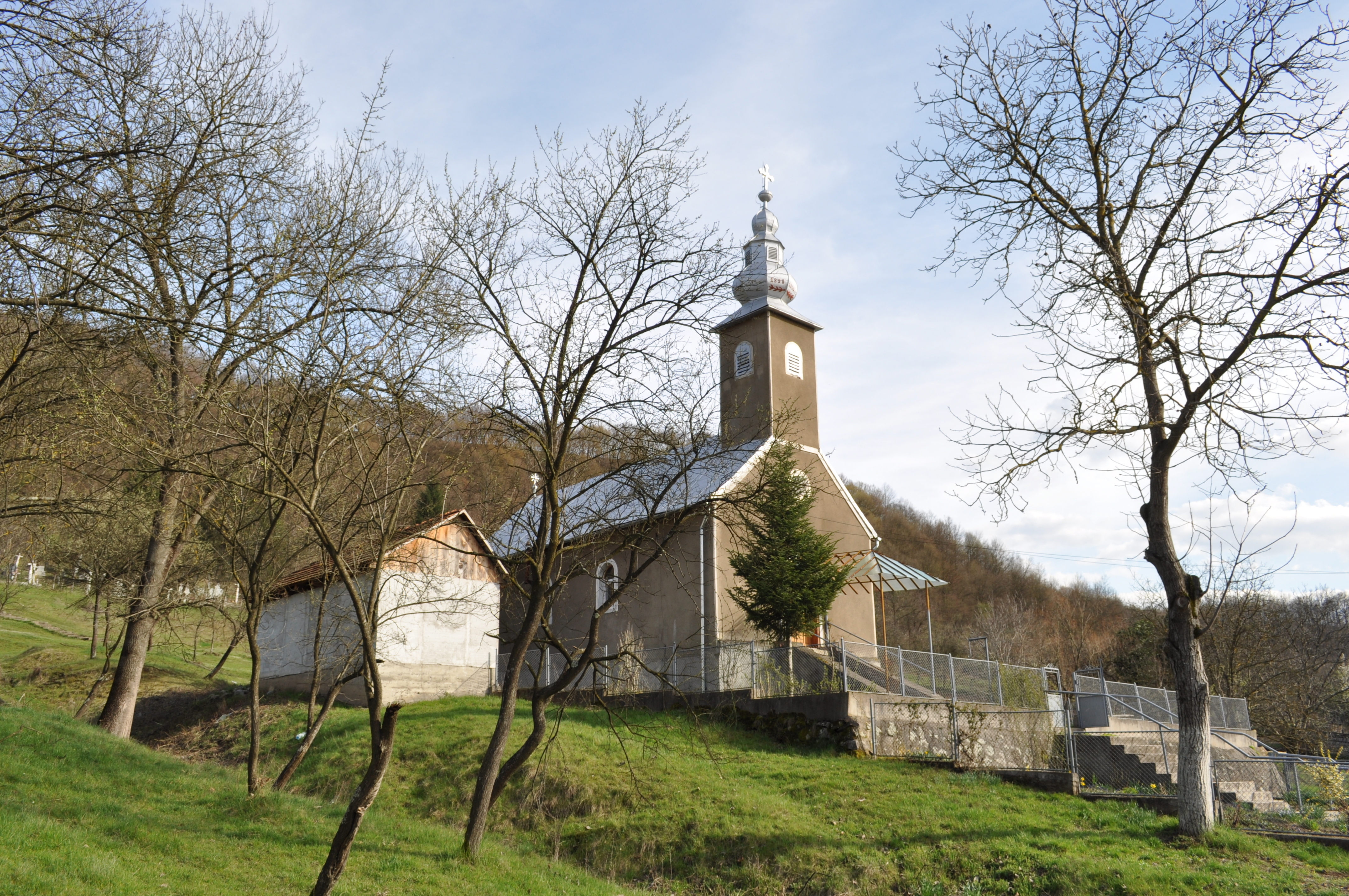
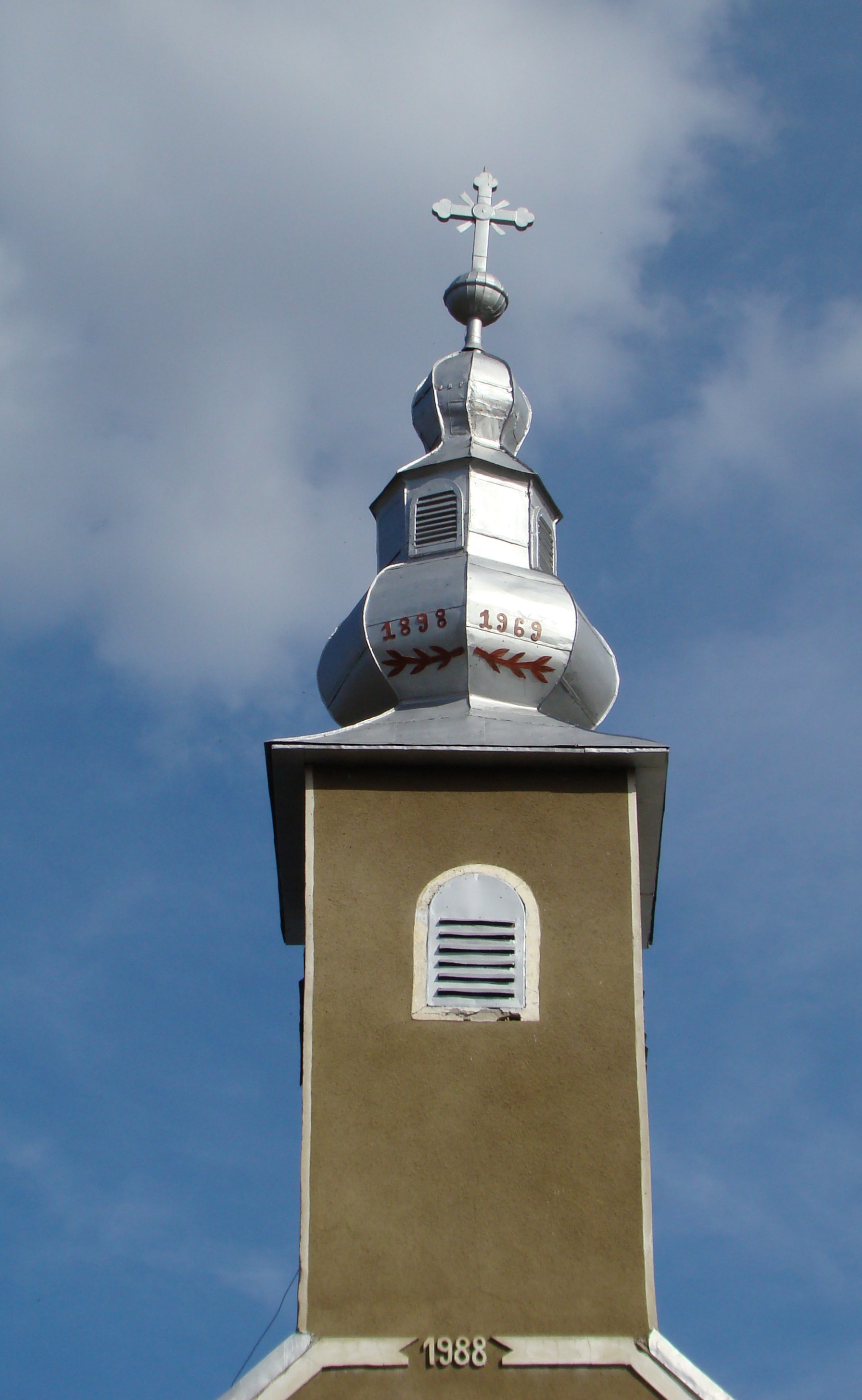
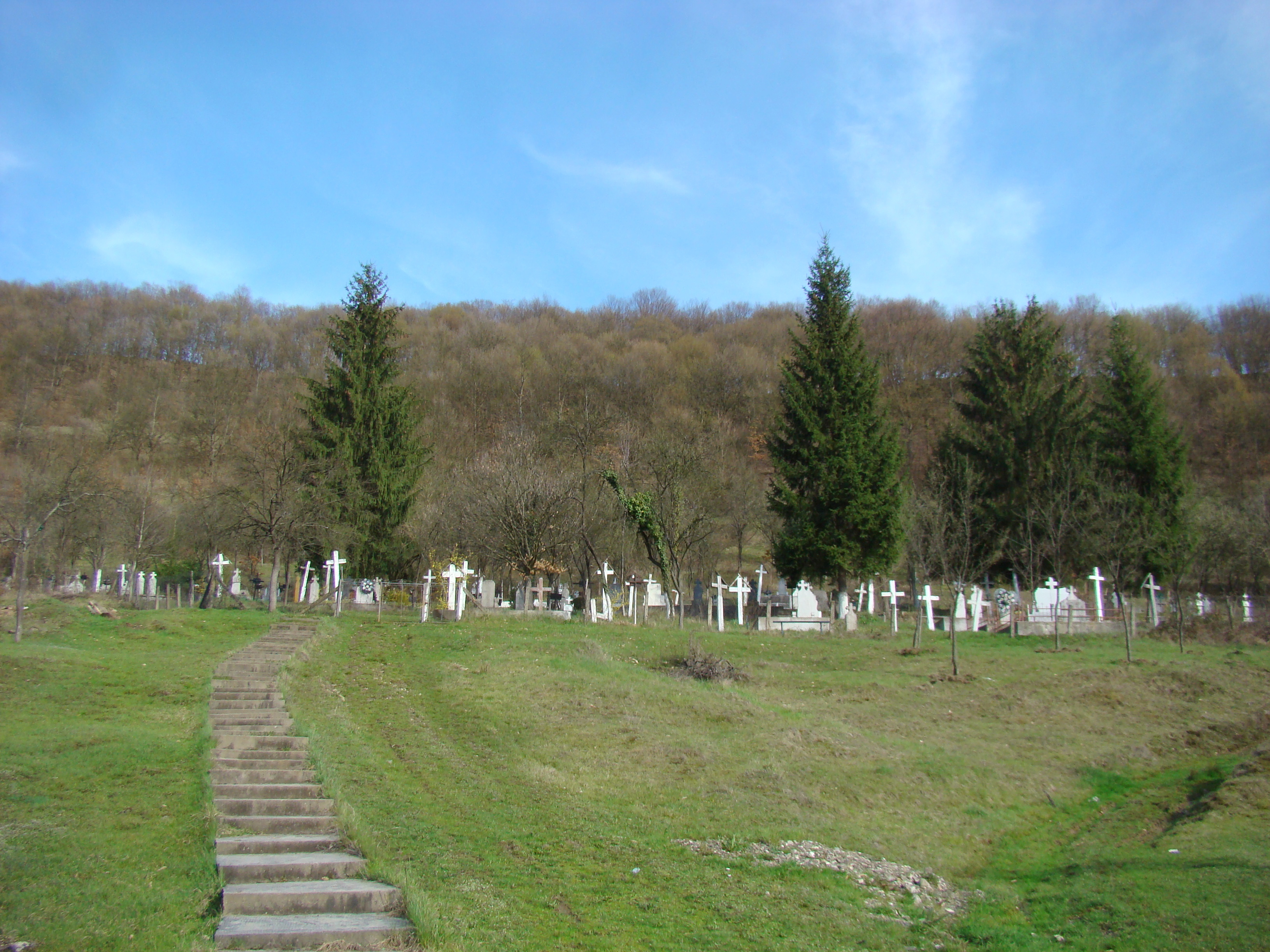
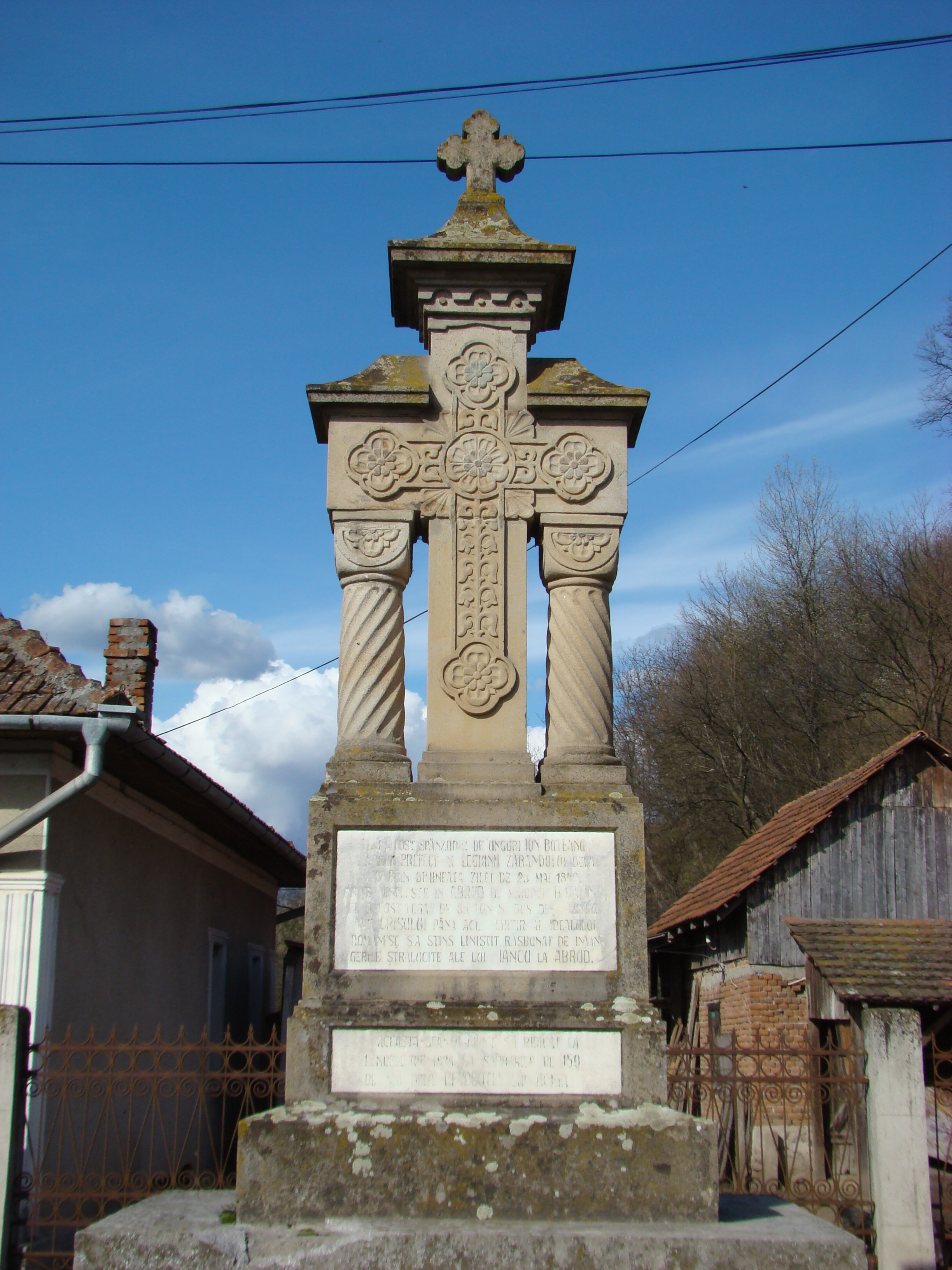
Troița lui Ioan Buteanu